# Toussaint Louverture
Pour l’article homonyme, voir Monsieur Toussaint Louverture.
François-Dominique Toussaint Louverture, généralement appelé simplement Toussaint Louverture, à l'origine Toussaint de Bréda, est un esclave affranchi, général et homme politique franco-haïtien d'origine africaine, né vers 1743 à l'habitation Bréda du Haut-du-Cap près du Cap-Français (actuel Cap-Haïtien), et mort en captivité le 7 avril 1803 à La Cluse-et-Mijoux, dans le département du Doubs, en France métropolitaine.
Il joue un rôle historique de premier plan pendant la révolution haïtienne (1791-1802) et devient l'une des grandes figures des mouvements d'émancipation des colonies par rapport à leur métropole. Arrêté et emmené en France, Toussaint Louverture finit ses jours en 1803, incarcéré en isolement au fort de Joux, dans le rude climat du Doubs, sans avoir pu connaître la proclamation d'indépendance d'Haïti le 1er janvier 1804 par son ancien esclave, devenu son lieutenant, Jean-Jacques Dessalines.
S'agissant de l'abolitionnisme et de l'émancipation personnelle des Noirs, son action semble avoir été quelque peu mythifiée. Parmi les travaux les plus récents, certains historiens font apparaître par leurs recherches les aspects contradictoires du personnage,,. En effet, descendant d'esclaves noirs, il est affranchi puis devient lui-même propriétaire d'esclaves et possède plusieurs plantations. Il ne recherche pas toujours la libération effective des travailleurs noirs, et il est par ailleurs adepte d'un pouvoir pour le moins autoritaire (Constitution de Saint-Domingue de 1801).
Toussaint Louverture reste néanmoins une figure incontournable de la révolution haïtienne, laquelle aboutit à l'indépendance de toute la colonie de Saint-Domingue. Sa détention par Napoléon et sa mort en captivité achèveront de le transformer en héros, dont la légende dépasse parfois la réalité. C'est aussi un des premiers penseurs qui introduit des idées sur la décolonisation en pleine conjoncture coloniale.

## Biographie

### Enfance et affranchissement
La jeunesse de Toussaint Louverture est peu connue.
Il est né esclave vers 1743 à l'habitation Bréda du Haut-du-Cap près du Cap-Français (actuel Cap-Haïtien) dans la colonie française de Saint-Domingue, aujourd'hui Haïti. Ses parents, Hippolyte et Pauline, meurent en 1774 dans cette habitation,.
Toussaint Louverture fut d'abord un domestique, très probablement cocher, une profession souvent réservée aux esclaves créoles (nés dans la colonie).
Déjà de son vivant, la rumeur veut qu'il ait été le fils de Gahou Deguénon, prince africain d'Allada. L'historien français du XIXe siècle Antoine Marie Thérèse Métral rapporte qu'« en l'an X, quand la perte de Toussaint Louverture fut jurée, on lui reprocha dans les journaux d’être le descendant d’un roi d’Afrique (voyez les journaux de vendémiaire et de brumaire de ce temps) ». Selon l’historien Bernard Gainot, ce mythe d'une ascendance royale trouve peut-être son origine dans le fait que Toussaint Louverture savait lire et écrire, ce qui impressionnait les autres esclaves. Pourtant, Toussaint n'a été alphabétisé que tardivement, puisqu’en 1779 il déclarait dans un acte ne savoir « ni signer, ni écrire ». Cette éducation n'aurait donc pas de lien avec ses origines.
Le fait est donc que Toussaint sert d'abord comme domestique sous le statut d'esclave sur l’habitation Bréda, située sur le Haut-du-Cap au nord de l'île et appartenant à la famille de Louis-Pantaléon de Noé. Il est le protégé du gérant Bayon de Libertat, qui lui aurait accordé une liberté de savane ; en d’autres termes, il bénéficie de la liberté de mouvements sans l'affranchissement. Selon les historiens Menier, Gabriel Debien et Fouchard, son affranchissement aurait eu lieu en 1776. Mais cette date est ambiguë car fondée sur un acte où il est question d’un autre affranchi : on ne sait donc pas si la date indiquée le concerne vraiment. De ce fait, s'il est certain qu’en 1776 Toussaint est totalement libre, il est probable que son affranchissement remonte à la fin des années 1760 ou au début des années 1770. Une fois affranchi, Toussaint prend comme patronyme « Bréda », le nom de l'habitation dont il avait été l'esclave.
En 1779, Toussaint Bréda, âgé d'environ 35 ans, loue à son gendre Janvier Dessalines, également noir libre, une habitation caféière au Petit-Cormier, comptant treize esclaves. Parmi eux se trouve un certain Jean-Jacques, son futur successeur et empereur Dessalines, comme l'a découvert récemment l'historien Jacques de Cauna.
Toussaint Bréda fait ainsi partie des esclaves qui connaissent une ascension sociale sous l'Ancien Régime. À l'aube de la Révolution française, qui remettra en question l'ordre socio-économique, sa situation est donc plutôt aisée.

#### Un organisateur militaire: l’avènement de Toussaint Louverture

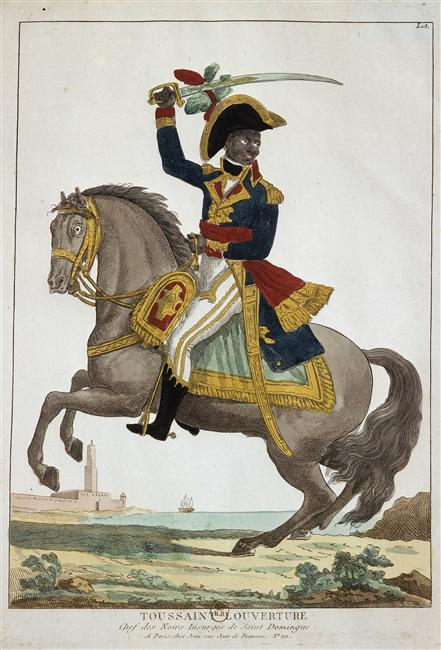
Toussaint Louverture, chef des insurgés de Saint-Domingue, XIX.

Après le déclenchement en août 1791 des révoltes d'esclaves, Toussaint Bréda, en plus d’occuper des fonctions de médecin chez les insurgés, offre ses services de conseiller à Biassou qu’il juge plus malléable que Jean-François, le chef suprême. D’après l’historien Bernard Gainot, il lui organise une garde disciplinée à l’européenne qui tranche avec la totale désorganisation des insurgés.
Au printemps 1793, les Espagnols offrent aux révoltés un sanctuaire, en même temps que la liberté à ceux qui combattraient pour eux. Toussaint Bréda, à la tête de son armée de 3 à 4 000 noirs, est vite remarqué pour ses talents militaires et sa discipline. Ainsi est-il promu lieutenant-général. Toussaint troque alors son nom Bréda pour Louverture, surnom qui, bien que faisant l’objet de spéculations diverses, devait suggérer son habileté à ouvrir une brèche dans les rangs de l’adversaire. Ses qualités militaires le mènent à développer des ambitions politiques.

### Un éminent politique: de l’opportunisme à la conduite de la révolution domingoise

#### 1793-94: une conduite pragmatique et séditieuse vis-à-vis des Espagnols; Jean-François et Biassou
Toussaint s’émancipe rapidement de la tutelle des deux chefs historiques du mouvement ainsi que de celle des Espagnols, en entretenant des relations avec le camp français. Le 18 mai 1794, il rallie ainsi le camp républicain sur l’offre du 5 mai 1794 du gouverneur général Lavaux. Longtemps, les historiens ont cru que cette décision avait été motivée par l’officialisation de l’abolition de l’esclavage par la Convention le 4 février 1794. L’historien américain John Garrigus a démontré que ce n'était pas le cas : la mesure de la Convention n’avait pas encore été portée à l’île.
Toutefois, il est vrai, la proclamation par Sonthonax, commissaire de la République pour Saint-Domingue, de la liberté générale sur l’île en août 1793 rend le camp français plus attractif pour les anciens cultivateurs esclaves, que le camp espagnol. En mai 1794, Lavaux peut ainsi armer de nombreux cultivateurs avec les 30 000 fusils qu’il avait reçus de la deuxième commission civile. Ce n’est donc qu’une fois l’armée française passée à l’offensive, que Toussaint Louverture rallie les abolitionnistes. Pour autant, il n’est pas impossible que Toussaint ait vu dans la cause abolitionniste l’idéologie qui pourrait lui permettre de survivre politiquement. Une autre raison l’ayant poussé dans le camp français est qu'il était en conflit ouvert avec ses supérieurs. Il venait d’échapper à un attentat dont la responsabilité a été attribuée à Jean-François. Avec Georges Biassou, ses relations n’étaient pas meilleures.
Sa défection du camp espagnol marque ainsi son engagement en faveur de l’abolition de l’esclavage. L’année suivante, l’Espagne capitule.

#### 1794-1797: au service de la République française
Le ralliement de Toussaint Louverture apporte à Lavaux 4 000 hommes entraînés à l’européenne, disciplinés. Cet apport est décisif dans la reprise en main du Nord de Saint-Domingue par les républicains. En 1795, les Espagnols vaincus signent la paix avec la France et lui cèdent Santo Domingo. Toussaint Louverture domine alors la province du Nord, à l'exception du Cap-Français contrôlé par le général Villatte. En récompense de ses services, Toussaint fait partie de la promotion du 23 juillet 1795 permettant l’accès à de nombreux officiers de couleur au grade de général de brigade.
La figure de Toussaint Louverture, particulièrement appréciée par le gouverneur Lavaux, finit par entraver l’ascension du général Villatte. En mars 1796, las de cette situation, Villatte se fourvoie dans un coup d'État en arrêtant le gouverneur Lavaux. Immédiatement, Toussaint intervient et le met en déroute. En récompense de sa loyauté, en plus d’être promu général de division, Toussaint est nommé le 31 mars 1796 lieutenant gouverneur de Saint-Domingue, occupant de fait le second rang derrière Lavaux.
Le 11 septembre 1796, Toussaint Louverture profite de ce que le corps électoral est majoritairement formé de soldats, pour donner des consignes afin d’élire le gouverneur Lavaux et le commissaire civil Sonthonax comme députés. Toussaint n’est pas immédiatement nommé commandant en chef de l’armée de Saint-Domingue en remplacement de Lavaux. Il doit attendre le 3 mai 1797 pour obtenir ce poste par Sonthonax. Une fois la promotion obtenue, Toussaint expédie manu militari, en août 1797, Sonthonax siéger en métropole, ce dernier lui portant ombrage notamment auprès des Noirs dont il était très apprécié. Toussaint, jaloux de son autorité, glisse vers un pouvoir très personnel.

#### 1798-1802: le «primat» et la cristallisation d’un Nord noir face à un Sud mulâtre

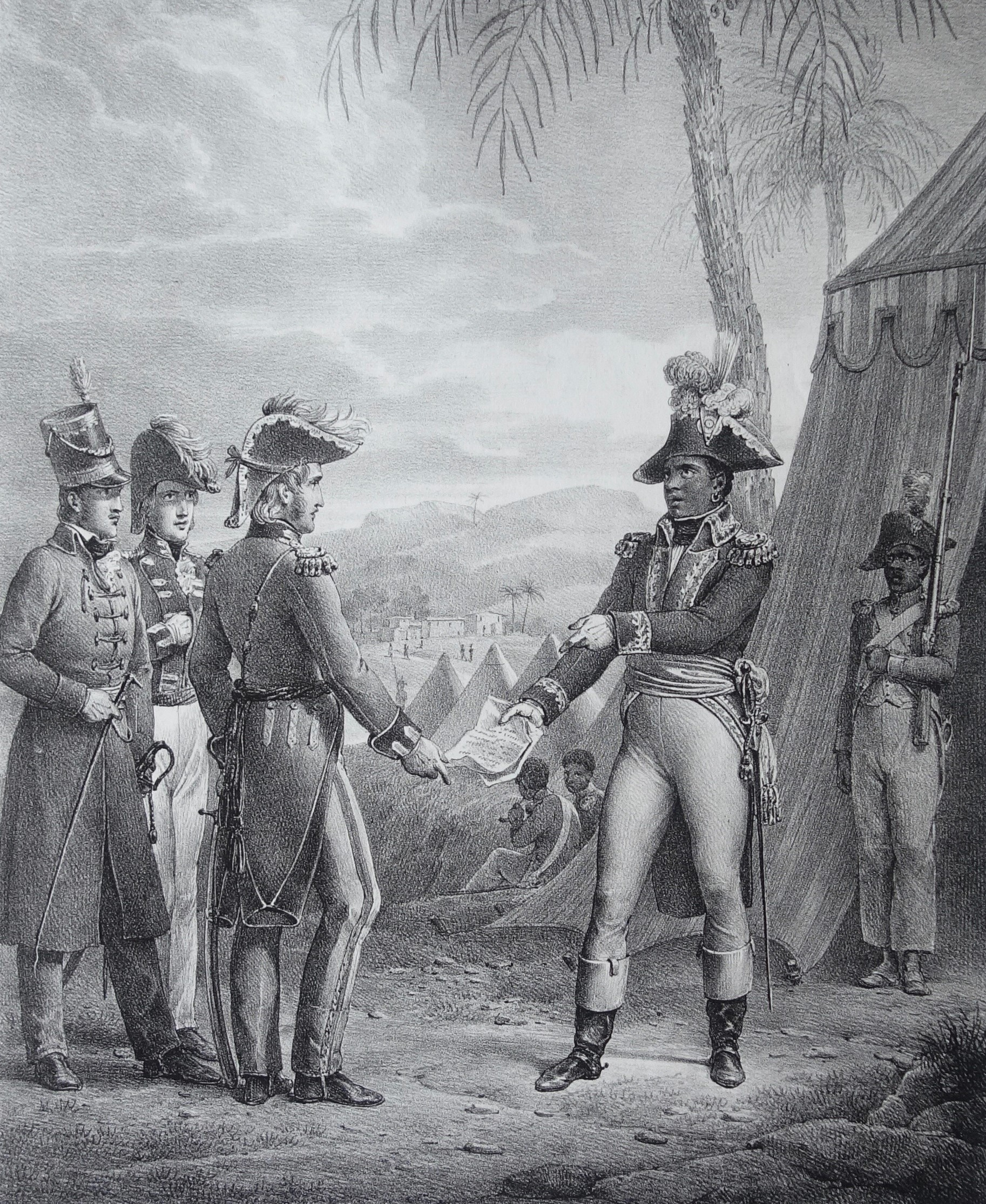
Le général Toussaint Louverture recevant le général anglais Thomas Maitland le 30 mars 1798.

En août 1798, le général de division Toussaint Louverture négocie la reddition des Britanniques occupant encore l’Ouest de l’île. L’accord signé entre les deux parties prévoit notamment l’ouverture des ports de Saint-Domingue aux navires de commerce britanniques, alors même que la France est encore en guerre avec la Grande-Bretagne. Le général Hédouville, supérieur hiérarchique de Toussaint en poste depuis mars 1798, furieux d’une telle insubordination, s’émeut plus encore du contenu de l’accord. La dégradation de leur relation est telle que Toussaint organise en octobre 1798 une révolte populaire forçant Hédouville à quitter l’île. La veille de son départ forcé, Hédouville décharge le général André Rigaud contrôlant le Sud de l’île, de toute sujétion à l’égard de Toussaint Louverture.

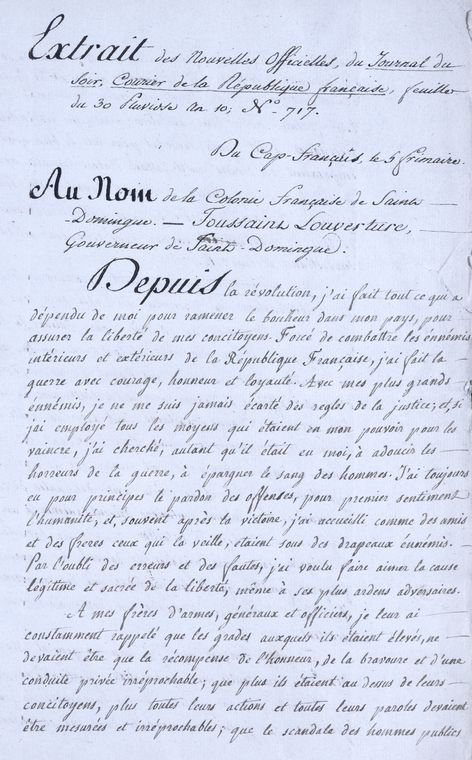
Acte écrit de Toussaint Louverture après l'insurrection en 1801 du général Moïse, ancien esclave comme lui de l'Habitation Bréda.

En juin 1799, Toussaint entre en guerre contre Rigaud. C'est la « guerre du Sud », vue comme un conflit entre la « caste » des Noirs (représentés par Toussaint) et la « caste » des Mulâtres (terme qui désignent les métis, représentés par Rigaud). Le conflit entre les deux hommes n’est pourtant pas une question de couleur, mais une véritable lutte pour le pouvoir et le contrôle du territoire. Il n’empêche que de lourdes pertes sont infligées aux mulâtres du Sud ; les sources rapportent entre 5 000 et 10 000 morts, des soldats désarmés pour la plupart. Bernard Gainot parle à ce propos d'une « guerre d'extermination » menée par Toussaint Louverture. En juillet 1800, Toussaint sort vainqueur.
Six mois après, la partie espagnole, officiellement française depuis 1795, est envahie par Toussaint. Mais la consécration vient le 13 ventôse an IX (4 mars 1801), lorsque Napoléon Bonaparte nomme le général de division Toussaint capitaine-général de Saint-Domingue, c'est-à-dire le deuxième personnage de la colonie après le représentant légal de la France sur place. En réponse, le 14 messidor de l'an IX (3 juillet 1801), le général de division Toussaint Louverture promulgue une constitution autonomiste : il se nomme lui-même gouverneur à vie [terme de l'ancien régime] de Saint-Domingue, qui reste terre française, en se gardant la possibilité de désigner son successeur. Si l'esclavage est supprimé, la traite est maintenue et un nouveau servage instauré (attachement des travailleurs à la terre et recours au travail obligatoire possible),.
En moins d’une décennie, Toussaint Louverture, chef militaire autodidacte, célébré à la fois par les Noirs et les Blancs, est parvenu à se hisser politiquement à la tête de Saint-Domingue. Sous son impulsion, la révolution domingoise permet l’instauration d’un nouvel ordre, inspiré du modèle colonial de l’Ancien Régime, mais profitant aux militaires de couleur, surtout aux Noirs.

### La révolution domingoise, l’œuvre inachevée de Toussaint Louverture

#### Le projet: une restauration de l’ordre ancien au profit des Noirs créoles?
On observe, sous le primat de Toussaint Louverture, la restauration de nombreux « symboles » de l’Ancien Régime. Toussaint Louverture s’était entouré, d’après l’historien Bernard Gainot, d’une cour où l’étiquette était de rigueur. Les Blancs étaient nombreux à y participer. Certaines mesures prises par Toussaint marquent également une restauration des « valeurs morales ». Ainsi est rétablie la pompe de l’Église catholique lors de victoires : cette cérémonie d’Ancien Régime glorifiant la lutte contre le protestantisme, a été célébrée lors des succès de Toussaint contre les Anglais. Le divorce, légalisé sous la Révolution, est supprimé avec Toussaint. Les émigrés, ces planteurs blancs ayant fui la Révolution, sont rappelés afin, assure Toussaint, de bénéficier de leurs compétences techniques et relancer l'économie sucrière.
Dès 1795, Toussaint Louverture se montre très actif pour maintenir l'économie de plantation. Il oblige ainsi les anciens esclaves non engagés dans l’armée à reprendre le travail. Ce qui provoque des soulèvements, les cultivateurs y voyant une forme de rétablissement de l’esclavage. Toussaint utilise alors ses troupes disciplinées d’anciens esclaves pour mater ces révoltes. Les habitations sont placées sous administration militaire : les officiers de Toussaint, comme Jean-Jacques Dessalines ou Henri Christophe, appliquent de manière militaire les « règlements de culture ». Cette forme de travail forcé a été qualifiée par les historiens de « caporalisme agraire ». Désormais, à Saint-Domingue, deux entités existent : celle des militaires et celle des cultivateurs assignés sur leurs anciennes habitations.  Toutefois, Toussaint Louverture ne rétablit pas l'esclavage : les cultivateurs perçoivent un salaire et se voient reconnaître des droits civils.
Enfin, sous son autorité, est réalisée une vieille revendication coloniale : l’accession à l’autonomie de la colonie. À la suite du coup d’État de Bonaparte, le régime d’isonomie républicaine des colonies a été supprimé. Les colonies ont été placées sous un régime d’exception. Toussaint, informé de cette mesure, s’attelle de son propre chef à l’élaboration d’une constitution, celle du 8 juillet 1801 (Constitution de Saint-Domingue de 1801), autonomiste et autocratique. Elle est inspirée de la constitution de l’an VIII, notamment pour la prééminence de l’exécutif et du militaire. Cette constitution le nomme gouverneur à vie, et consacre le catholicisme comme religion d’État ; et si, en théorie, elle reconnaît la liberté générale, elle envisage à terme la possibilité de recourir de nouveau à une main-d’œuvre africaine. Enfin, cette constitution institutionnalise les « règlements de culture ».
C’est compter sans Napoléon Bonaparte qui, apprenant en mars 1801 la prise de possession de la partie espagnole par Toussaint — lui qui œuvrait pour une réconciliation franco-espagnole —, entre dans une grande colère : à ses yeux, cette constitution est un affront de trop et Toussaint Louverture devient dangereux. La réaction du Premier Consul de France Bonaparte est l’envoi d’un corps expéditionnaire qui doit mettre un terme à l'émancipation domingoise.

#### Une chute provoquée par la Métropole

##### Expédition Leclerc

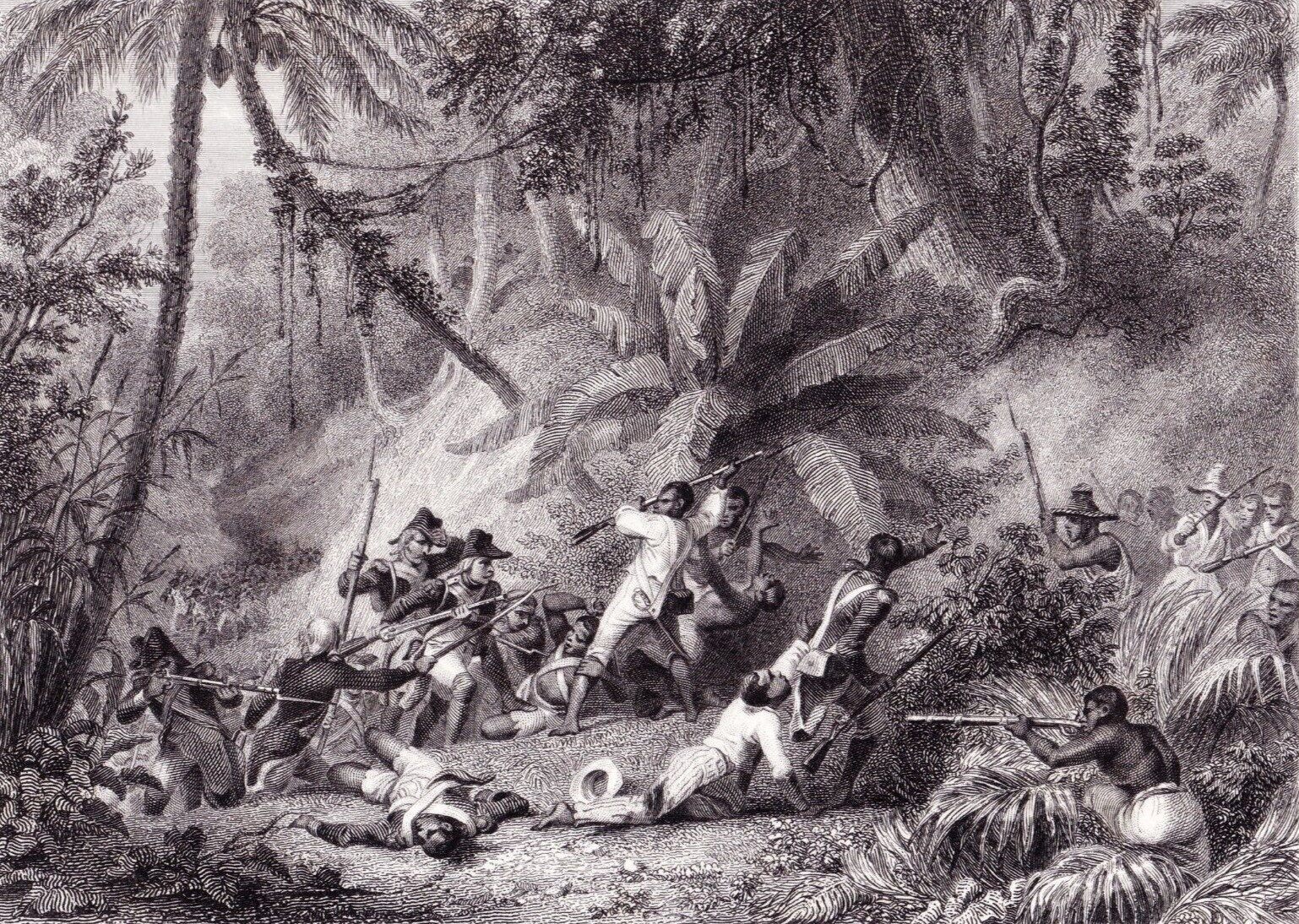
Bataille de la Ravine-à-Couleuvres le 23 février 1802.

La France, en octobre 1801, entre enfin en paix avec la Grande-Bretagne : une expédition à Saint-Domingue est ainsi rendue possible. Un corps expéditionnaire est donc formé et placé sous le commandement du général Leclerc. Il comporte des officiers issus des colonies comme Rochambeau, ou encore des officiers de couleur défaits par Toussaint Louverture (Rigaud, Pétion, Villatte). L’expédition Leclerc quitte la France en décembre 1801 avec 17 000 hommes, renforcée entre mars et mai 1802 par 6 000 hommes. Toussaint dispose d’une armée de 20 000 hommes, répartie entre l'infanterie, la cavalerie et le génie. Par ailleurs, sa garde nationale, véritable troupe aguerrie, compte près de 10 000 hommes.

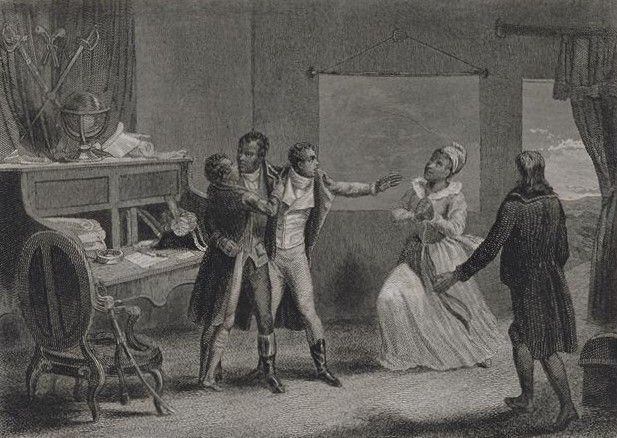
L'entrevue d'Ennery du 10 février 1802 : le général Toussaint Louverture retrouve ses deux aînés, Placide et Isaac, tandis que leur professeur, l'abbé Jean-Baptiste Coisnon, lui remet la lettre de menace écrite par Bonaparte.

Le général Leclerc débute par un débarquement simultané dans tous les grands ports en février 1802, suivi d’une offensive pour refouler les rebelles. Ce même mois, il envoie Placide et Isaac Louverture, les deux aînés de Toussaint qu'il a amené avec lui de métropole, accompagné de leur professeur l'abbé Jean-Baptiste Coisnon, afin de remettre au chef des insurgés une lettre de menace du Premier Consul Bonaparte. Toussaint Louverture choisit de poursuivre le combat.

##### Capitulation de Toussaint Louverture
Toutefois, rapidement défait militairement, il adopte alors une tactique défensive, pratiquant la stratégie de la terre brûlée. Celle-ci n’arrête pas l’offensive menée par le corps expéditionnaire. Malgré des pertes importantes, les troupes venues de métropole sont victorieuses, si bien que les officiers de Toussaint, à l’exemple de Maurepas ou Henri Christophe, font tour à tour défection. Le 6 mai 1802, Toussaint Louverture est contraint de capituler, puis est assigné à résidence dans sa propriété dans l’île.

##### Déportation et mort en prison

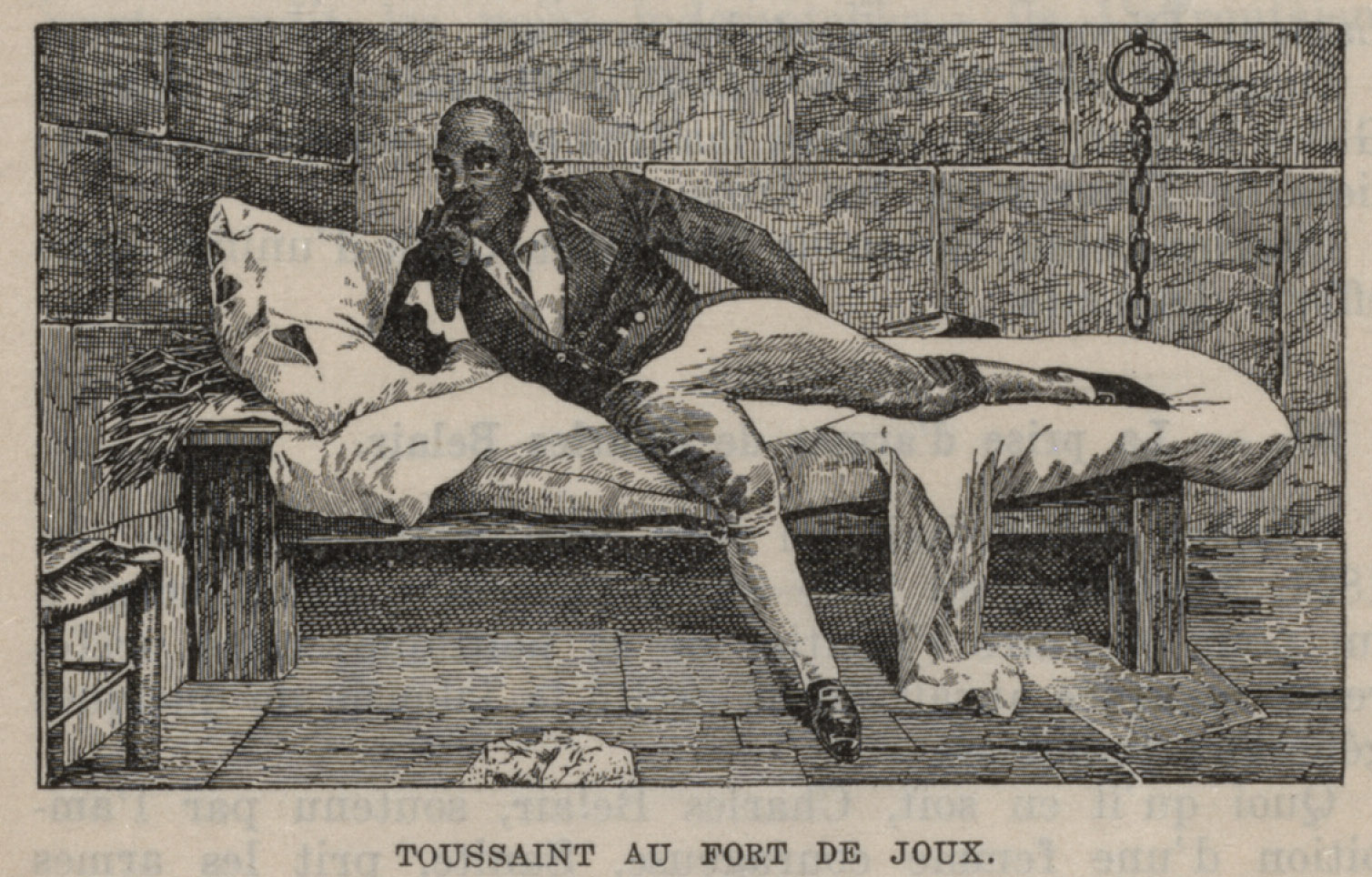
Toussaint Louverture au fort de Joux.

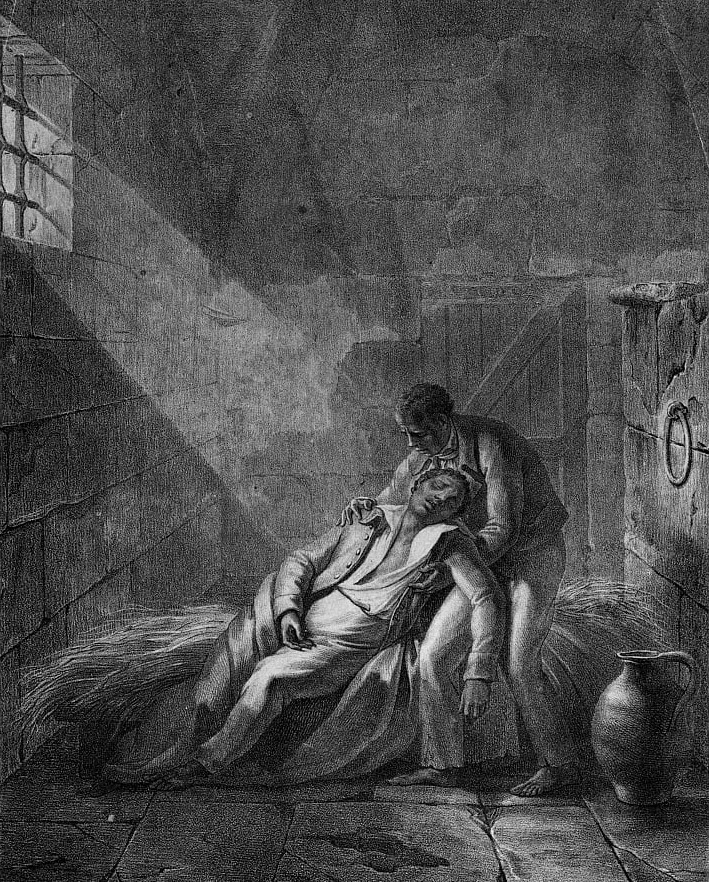
Mort de Toussaint Louverture le 7 avril 1803.

Avec la chute de Toussaint Louverture, la révolution domingoise connaît un coup d’arrêt. Trop progressiste pour Bonaparte, trop réactionnaire aux yeux des cultivateurs, le régime de Toussaint Louverture ne semble satisfaire personne, à l’exception de la nouvelle élite de militaires de couleur, grande bénéficiaire du nouvel ordre. C’est finalement dans une certaine indifférence que le 7 juin 1802, en dépit des promesses faites en échange de sa reddition, Toussaint Louverture — ainsi qu'une centaine de ses proches — est capturé et déporté en France : il est embarqué avec sa famille sur la frégate la Créole et transbordé au large du Cap-Haïtien sur le Héros qui le transporte à Brest. Maintenu aux arrêts en rade à bord du Héros, il est débarqué le 25 thermidor an X (13 août 1802) à bord d'une chaloupe vers Landerneau et conduit sous bonne garde avec son fidèle serviteur Mars Plaisir au fort de Joux près de Pontarlier, dans le plus grand des secrets afin d'être « interrogé ». Plutôt que de l'envoyer en procès, on le laisse croupir en prison afin de le briser moralement et physiquement par de nombreuses vexations, humiliations et brimades. Il meurt le 7 avril 1803, d'apoplexie et de pleuro-péripneumonie, après un hiver rude dans le Doubs,.
Napoléon Ier, à Sainte-Hélène, émit finalement quelques remords sur le sort qu’il avait réservé à cet homme et l’estima même « fin et astucieux », avouant qu’il lui avait donné beaucoup de fil à retordre. Il se reprocha finalement d’avoir voulu à tout prix soumettre la colonie, et de ne pas s’être contenté de gouverner Saint-Domingue par son intermédiaire.

##### Indépendance d'Haïti l'année suivante
Il faut attendre la fin de la révolution haïtienne pour que l’œuvre amorcée par Toussaint Louverture trouve son aboutissement, et qu'il soit érigé pour la postérité en héros national haïtien. En effet, c'est son ancien lieutenant Jean-Jacques Dessalines qui proclame l'indépendance de la République le 1er janvier 1804.

## Famille et descendance
En 1781, Toussaint de Bréda épouse Suzanne Simon-Baptiste, née comme lui sur l'habitation Bréda du Haut-du-Cap. Celle-ci venait d'avoir un premier enfant, Placide Clère Louverture (1781-1841), dont le père est le blanc Séraphin Clère, et qui sera adopté par Toussaint. Le couple aura ensuite deux autres enfants : Isaac Louverture (1786-1850) et Saint-Jean Louverture (1791-1804).
Âgés d'une vingtaine d'années, Placide et Isaac sont envoyés en France pour leurs études à l’Institution nationale des colonies, dirigé par l'abbé Jean-Baptiste Coisnon. Ils sont ensuite envoyés à Saint-Domingue par Bonaparte, sur la flotte de l'expédition Leclerc, afin de remettre à leur père une lettre de menace écrite par le Premier Consul. Malgré le refus de Toussaint de céder à l'ultimatum de Bonaparte, ses enfants restent à ses côtés, jusqu'à la capture de celui-ci le 7 juin 1802. Toute la famille est alors déportée en France. Toussaint et Placide débarquent à Brest, puis le premier est enfermé dans une cellule du fort du Joux, dans le Doubs. Suzanne, Isaac et Saint-Jean débarquent quant à eux à Bayonne, où ils sont reçus avec les honneurs. Ils sont ensuite placés en étroite résidence surveillée à Agen, rue de l’Union(actuelle rue des Colonels Lacuée), rejoint peu de temps après par Placide.
Alors que Toussaint meurt de froid en avril 1803 au fort de Joux, son plus jeune fils, Saint-Jean, décède l'année suivante. Isaac se marie en 1804 à Agen avec sa cousine Louise Chancy, créole de Saint-Domingue comme lui. Toujours en résidence surveillée pendant la période de l'Empire, leur situation va s'améliorer à la Restauration. Une pension leur est attribuée, et la surveillance policière est levée le 1er mai 1816. Quelques mois plus tard, Suzanne meurt à Agen. Les parcours de ses deux fils encore en vie se séparent.

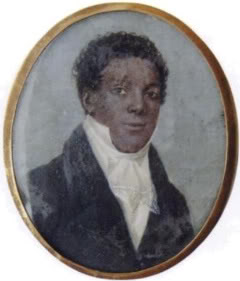
Placide Louverture, Musée national d’Haïti.

Placide, tout d'abord, choisit de rester dans la région d'Agen où il souhaite se marier depuis 1816 avec une Blanche, Joséphine de Lacase, habitant dans le village voisin d'Astaffort. Toutefois, la loi de 1803 promulguée par Napoléon Bonaparte interdit les mariages entre Blancs et Noirs en France. Ils finissent toutefois par obtenir une dispense et se marient en le 16 mai 1821 à Astaffort. Ensemble ils auront deux enfants, le premier, Joseph, naît dès le 9 décembre 1821 et a donc été conçu hors-mariage, puis une fille, Rose, née en 1823, qui sera à l’origine de la descendance agenoise de Placide Louverture, qui décèdera en 1841.

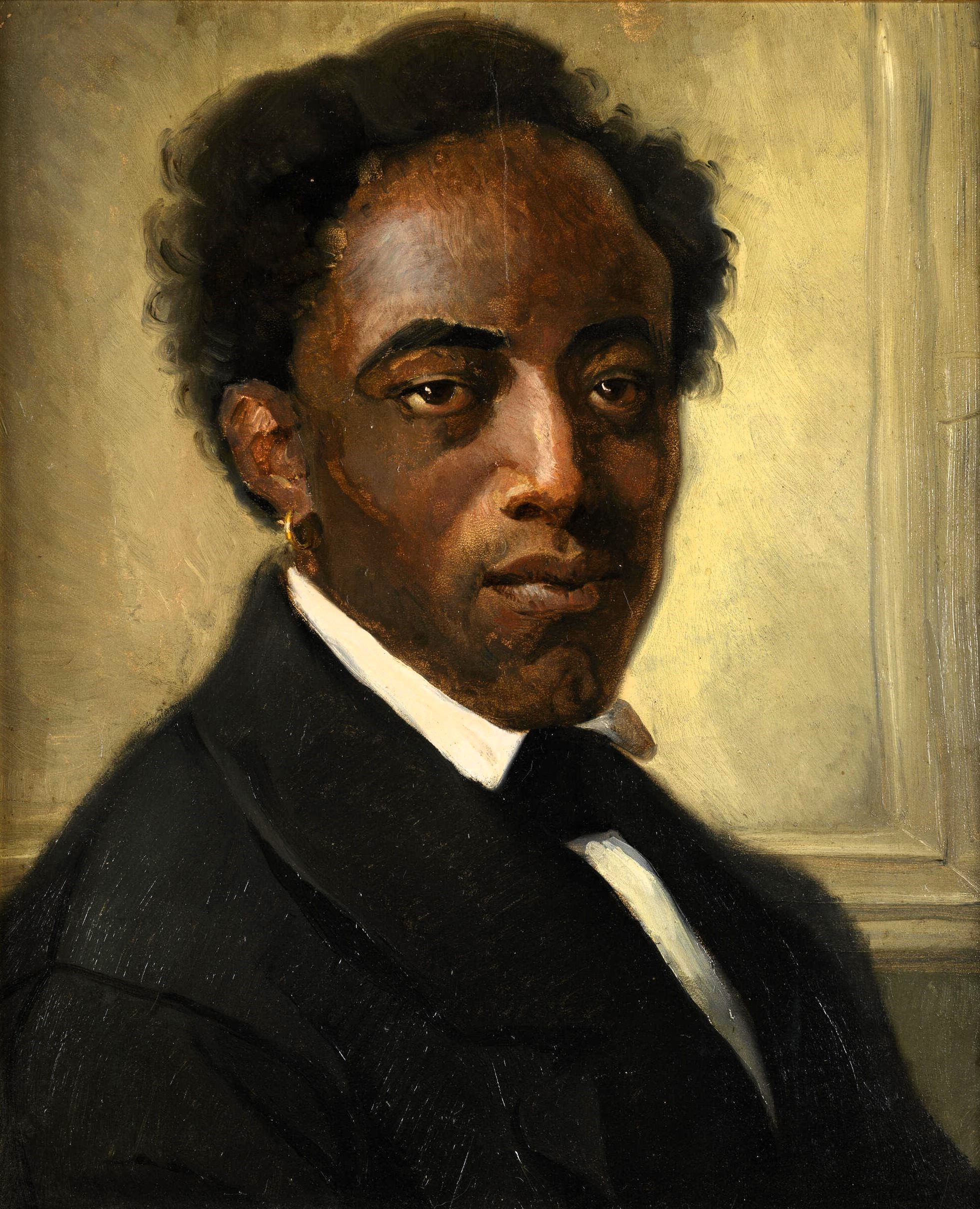
Isaac Louverture, Musée d'Aquitaine.

De son côté, Isaac décide de venir s’installer à Bordeaux à partir de 1816. Il loge notamment au 44 rue Fondaudège. La localisation de ce port lui permet d'entretenir une importante correspondance avec de nombreuses personnalités haïtiennes et françaises. Souhaitant réhabiliter la mémoire paternelle et se faire apparaître comme le digne successeur de son père, il se lance à partir de 1817 dans la rédaction d'un ouvrage historique, qui sera publié en 1825. Isaac mourra sans descendance le 27 septembre 1854 à Bordeaux. Sa tombe se situe dans le cimetière de la Chartreuse.
Depuis 1821, une querelle sépare les deux frères au sujet du patronyme Louverture, que Isaac souhaite interdire à Placide. Les raisons sont financières, les héritiers Louverture possédant encore des plantations à Haïti léguées par leur père. En 1822, Isaac dépêche alors sa femme Louise Chancy en Haïti, où elle reste deux années, afin qu’elle obtienne d’eux des témoignages prouvant que Placide a bien été adopté, et n'est donc pas le fils biologique de Toussaint. Il finit par obtenir gain de cause et le 2 mai 1823, Isaac est ainsi reconnu devant le tribunal d’Agen comme le seul à pouvoir porter le nom de Louverture.

## Points de vue des historiens

### Opinions générales
S'agissant de l'abolitionnisme et de l'émancipation personnelle des Noirs, son action semble avoir été quelque peu mythifiée. Parmi les travaux les plus récents, certains historiens (Jacques de Cauna, Philippe Girard, Jean Louis Donnadieu) font apparaître par leurs recherches les aspects contradictoires du personnage, lequel exploita des plantations esclavagistes, ne rechercha pas toujours la libération effective des travailleurs noirs et fut adepte d'un pouvoir pour le moins autoritaire (Constitution de Saint-Domingue de 1801). Il est difficile de faire apparaître a posteriori le maître d'esclaves qu'il fut un temps, comme le chantre de l'émancipation noire, comme il est quelquefois présenté. Son action fut autre, notamment au niveau des concepts, tels que la promotion théorique de l'égalité entre les hommes, et le décolonialisme.
L’historiographie haïtienne ou encore l’œuvre de l’abolitionniste Victor Schœlcher avaient érigé Toussaint Louverture en modèle de libérateur de l’oppression. D'autres historiens présentent donc une vision plus contrastée du personnage, nostalgique d’un Saint-Domingue « perle des Antilles », dans lequel il a grandi et prospéré et dont l'opposition au système colonial de l’Ancien Régime serait à nuancer. Si la Révolution porte cet ancien esclave noir affranchi dans les plus hautes strates du pouvoir militaire puis politique de la colonie française de Saint-Domingue, jusqu'à sa chute face à l'armée du général Leclerc envoyée par le Premier consul Bonaparte qui, parallèlement, rétablit l'esclavage (1802), son ascension avait débuté en effet dès l'Ancien Régime par l'exploitation de plantations.
Sabine Manigat, sociologue et politologue, professeure et chercheuse à l’université Quisqueya de Port-au-Prince, résume cette contradiction fondamentale en ces termes : « l’inévitable fracture : le pouvoir contre la liberté, la propriété contre l’égalité, est inscrite dès le début, dans les fondements de l’État louverturien ».
Pour autant, en tant qu'acteurs majeurs de la révolution haïtienne, Toussaint Louverture et son compagnon de route Jean-Jacques Dessalines ne sont pas, dans leurs écrits, de simples mémorialistes. Hommes d'action mais aussi hommes d'idées précurseurs, ils se projettent dans l'avenir, et conceptualisent la suite de la décolonisation. La philosophe américaine et historienne des idées Susan Buck-Morss (en), qui analyse leurs textes dans son ouvrage Hegel, Haiti, and Universal History publié en 2009, s'interroge sur les rapports d'influence intellectuels possibles entre leurs idées et la dialectique du maître et de l'esclave introduite par Hegel dans son ouvrage intitulé : la Phénoménologie de l'Esprit,. Une dizaine d'années auparavant, un autre historien américain, David Brion Davis avait déjà soulevé la même remarque concernant les idées mises en exergue par Toussaint Louverture.

### Sur la révolte des esclaves du Nord
Il existe deux courants historiographiques au sujet du rôle joué par Toussaint Louverture dans la révolte des esclaves du Nord en 1791.
- Le plus important, représenté par Jacques de Cauna, le présente comme l’un des instigateurs importants de l’insurrection, dont il fut l'organisateur auprès des ateliers du Nord[42]. L’historien haïtien du XIXe siècle Céligny Ardouin rapporte à partir de témoignages d’anciens vétérans que Toussaint Bréda aurait été contacté par les royalistes pour fomenter l’insurrection. Les royalistes cherchaient par ce biais à porter atteinte au mouvement des patriotes autonomistes, c’est-à-dire aux petits Blancs. L’insurrection lancée, la première réaction de Toussaint Bréda a été de mettre à l’abri son ancien maître Bayon de Libertat. Deux hypothèses peuvent être avancées pour expliquer ce fait. La première est qu’il n’aurait pas envisagé que le mouvement puisse se retourner contre les grands Blancs. La seconde est qu’il ne serait tout simplement pas l’un des fomenteurs de l’insurrection.
- Le deuxième courant historiographique est animé par l'auteur et diplomate Pierre Pluchon[43]. Pour lui, Toussaint Bréda n’était pas forcément en phase avec ce mouvement insurrectionnel qui le menaçait d’une double manière : en tant que maître d’esclaves et de biens il pouvait être la proie des insurgés ; dans la confusion des représailles quasi imminentes des Blancs, il pouvait facilement être une victime de la répression. Par conséquent, avec une certaine habileté, Toussaint Bréda aurait adopté un double jeu. D’une part, en mettant à l’abri son ancien maître Bayon de Libertat, Toussaint se serait assuré d’avoir un protecteur influent auprès des autorités coloniales. D’autre part, en approchant les insurgés en tant que médecin grâce à sa connaissance des plantes, il se serait assuré la protection de ses biens. Ce n’est peut-être qu’en partant des données de l'expérience que ce double jeu lui aurait permis de s’ériger en intermédiaire entre les royalistes et les insurgés, puisque sa personne, connue des autorités à travers Bayon de Libertat, aurait été en mesure d’apporter une certaine honorabilité au mouvement. Ainsi, on note qu’il est l'un des signataires de l’adresse à l’Assemblée coloniale du 4 décembre 1791 proposant en vain une amnistie générale, avec les deux meneurs de l’insurrection Jean-François et Biassou[12]. L’enlisement marqué par l’extension du mouvement et la relative paralysie des propriétaires européens et mulâtres l’aurait poussé à s’impliquer davantage dans l’insurrection, dans le but de canaliser les insurgés, se transformant ainsi en meneur d’hommes. Cette vision critique émanant d'un auteur iconoclaste est toutefois loin de faire consensus auprès des historiens universitaires, qui en critiquent le biais idéologique et l'absence d'un certain nombre de sources[44].

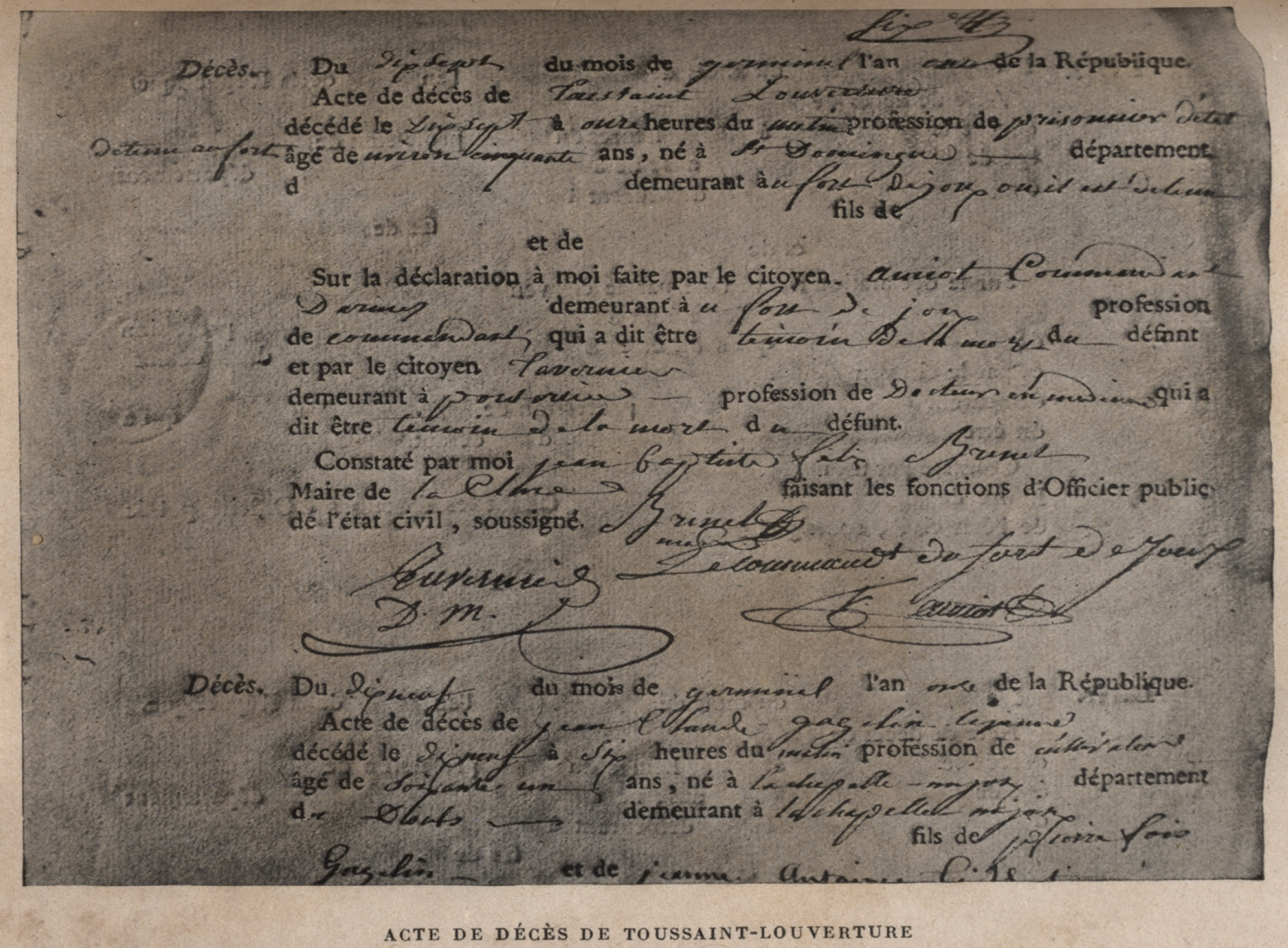
Acte de décès de Toussaint Louverture.

## Citation
« En me renversant, on n'a abattu à Saint-Domingue que le tronc de l'arbre de la liberté, mais il repoussera car ses racines sont profondes et nombreuses ». Ces mots sont ceux qu’aurait prononcés Toussaint Louverture, le 7 juin 1802 en direction du chef de division Jean Savary, à l'instant de monter sur le navire Le Héros, qui le déporte en France avec sa famille.
Cette citation doit être restituée dans une certaine historiographie, confinant parfois à une légende dorée associant Toussaint au « Spartacus noir » prophétisé par l’abbé Raynal, aussi appelé « Le Premier des Noirs ».

## Lieux de mémoire
L'habitation Bréda du Haut-du-Cap, où Toussaint Louverture est né, n'existe plus. Son ancien site est aujourd'hui urbanisé. Un monument dédié à Toussaint Louverture, une statue, y est érigé et un lycée qui porte son nom y est installé. Dans les années 1990, les quelques pans de murs restants de l'habitation sont arasés pour aplanir la cour du lycée,,.
Après une première plaque mémorielle apposée dans la mairie de La Cluse-et-Mijoux en 1901, l'ambassadeur d'Haïti en France Léon Thébaud fait ériger un mémorial au fort de Joux à La Cluse-et-Mijoux  avec l’appui du maire Émile Lambert, à l'occasion du 150e anniversaire de la mort de Toussaint Louverture. En 1927, le représentant d’Haïti à la Société des Nations, le colonel Nemours, dépose un drapeau haïtien sur la cheminée face à laquelle est mort Toussaint Louverture. En 2003, pour le bicentenaire de sa mort, un buste de Toussaint Louverture est offert par Haïti et exposé au Fort de Joux.
En 1983, l’ambassadeur d'Haïti en France Guerrier prélève une pelletée de terre du Fort de Joux, qui est déposée dans une urne convoyée puis déposée au Musée du Panthéon national haïtien à Port-au-Prince.

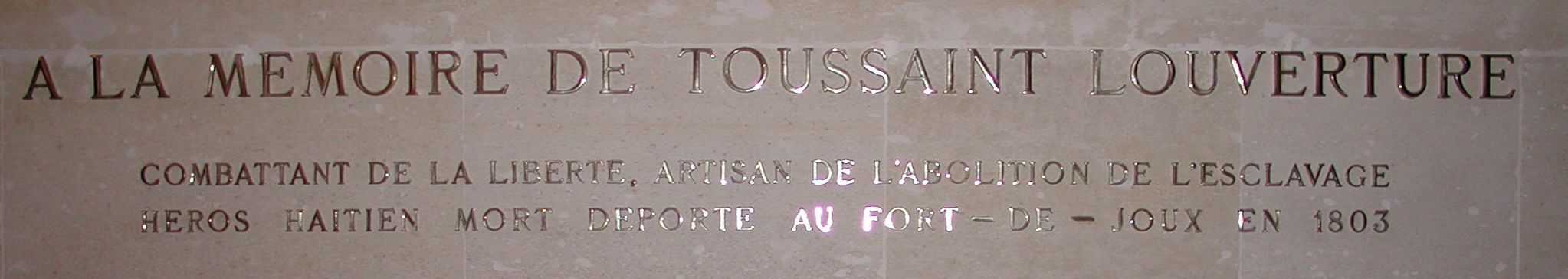
Inscription en mémoire de Toussaint Louverture au Panthéon.

Une plaque commémorative portant l'inscription « À la mémoire de Toussaint Louverture, combattant de la liberté, artisan de l’abolition de  l’esclavage, héros haïtien mort déporté au fort de Joux en 1803 » est posée dans la crypte du Panthéon à Paris le 27 avril 1998,. D'autres sources datent cette inscription du 11 avril 2009.
À Massy (Essonne), une statue de Toussaint Louverture est dévoilée le 10 septembre 1989, sur proposition du CIFORDOM, sur la place Victor Schœlcher à l'occasion du bicentenaire de la Révolution par Claude Germon, député-maire de Massy et José Pentoscrope, conseiller municipal et président du CIFORDOM (Centre d’information, Formation, Recherche et Développement pour les Originaires d’Outre-Mer) en présence de Gaston Monnerville, ancien Président du Sénat, Gabriel Lisette, ancien ministre, Alex Garcia, le sculpteur et de plusieurs personnalités de l'outre-mer. C'est alors la première statue d'un homme noir sur l'espace public en métropole,.
Un buste réalisé par Ludovic Booz est érigé le 10 juin 2005 sur le quai de Queyries à Bordeaux (Gironde).
Une statue réalisée par Ousmane Sow en 2014 est installée près du Musée du Nouveau Monde à La Rochelle (Charente-Maritime) depuis mai 2015.

## Hommages posthumes

### Haïti
- Plusieurs rues ou lycées dans des villes d'Haïti portent le nom de Toussaint Louverture.
- En 2003, l'aéroport international de Port-au-Prince a été rebaptisé aéroport international Toussaint-Louverture[56].

### Bénin

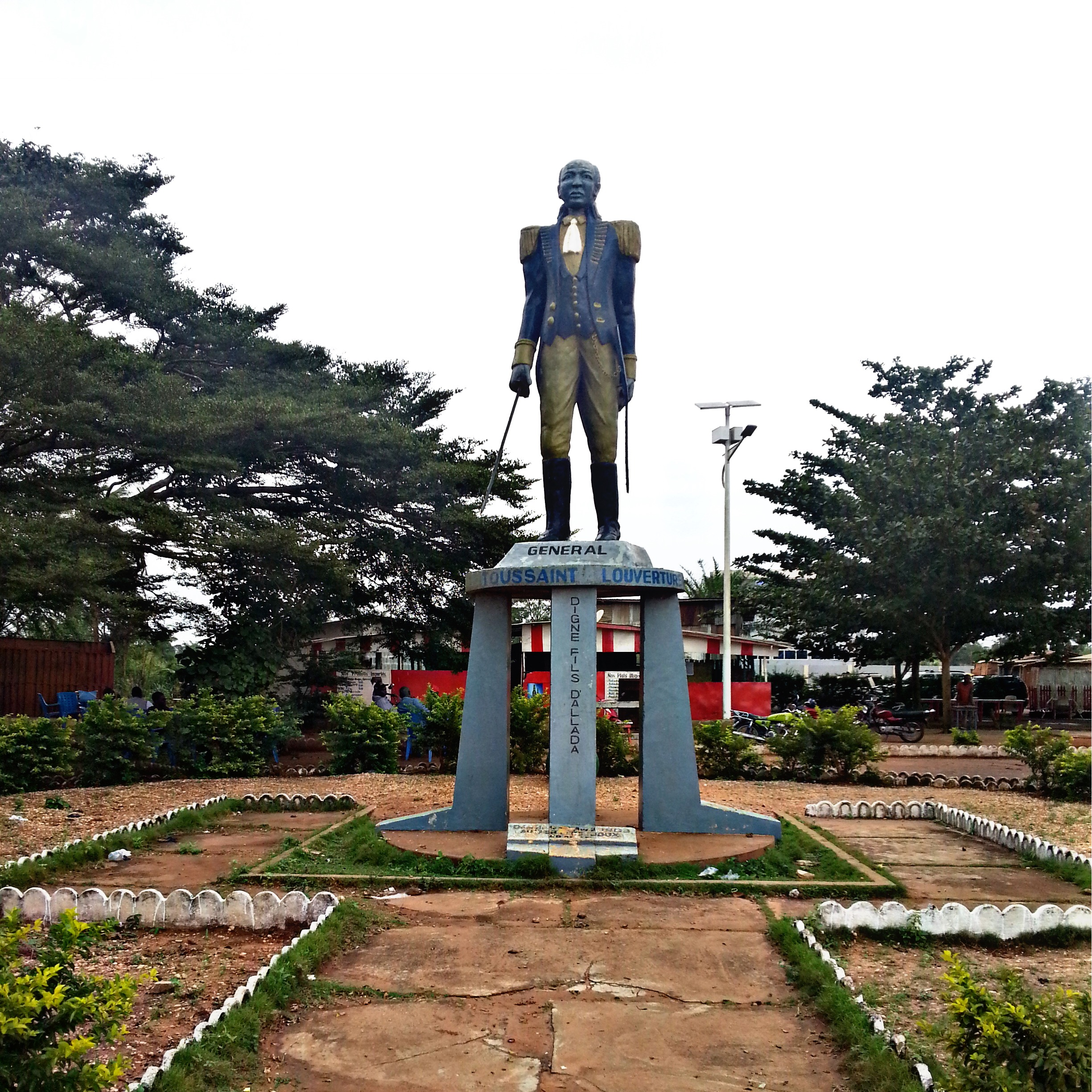
Place Toussaint Louverture à Allada au Bénin.

- À Allada, sur la terre d'origine de sa famille a été érigée une statue. Cette origine géographique n'est cependant pas établie par les chercheurs.

### Canada
- À Québec, une statue le représentant a été inaugurée le 8 septembre 2010, dans le « parc de l'Amérique latine » situé dans la basse-ville, entre le Palais de justice et la rivière Saint-Charles[57].
- À Montréal, à l’occasion du 375e anniversaire de la fondation de Montréal, des membres de la communauté haïtienne, représentés par le Bureau de la communauté haïtienne de Montréal (BCHM), ont offert en don un buste grandeur nature de Toussaint Louverture. Réalisée par l’artiste haïtienne Dominique Dennery, l’œuvre est installée à l’entrée du parc qui porte son nom. Malgré le statut de héros national de Toussaint Louverture, il n’existe pas de juste représentation physique de cet homme. S’inspirant de peintures, pièces de monnaie et sculptures à l’effigie du général, l’artiste et le BCHM sont convenus de le représenter en homme d’âge mûr, réfléchi, préoccupé par sa lourde tâche, soit en visionnaire aux traits et au regard nobles. Un grand soin a été apporté à son costume et à son allure, le montrant comme un homme digne et fier. Cette déclaration de Toussaint Louverture est gravée sur le piédestal du monument : « En me renversant, on n’a abattu que le tronc de l’arbre de la liberté, mais il repoussera, car ses racines sont profondes et nombreuses »[58].

### France

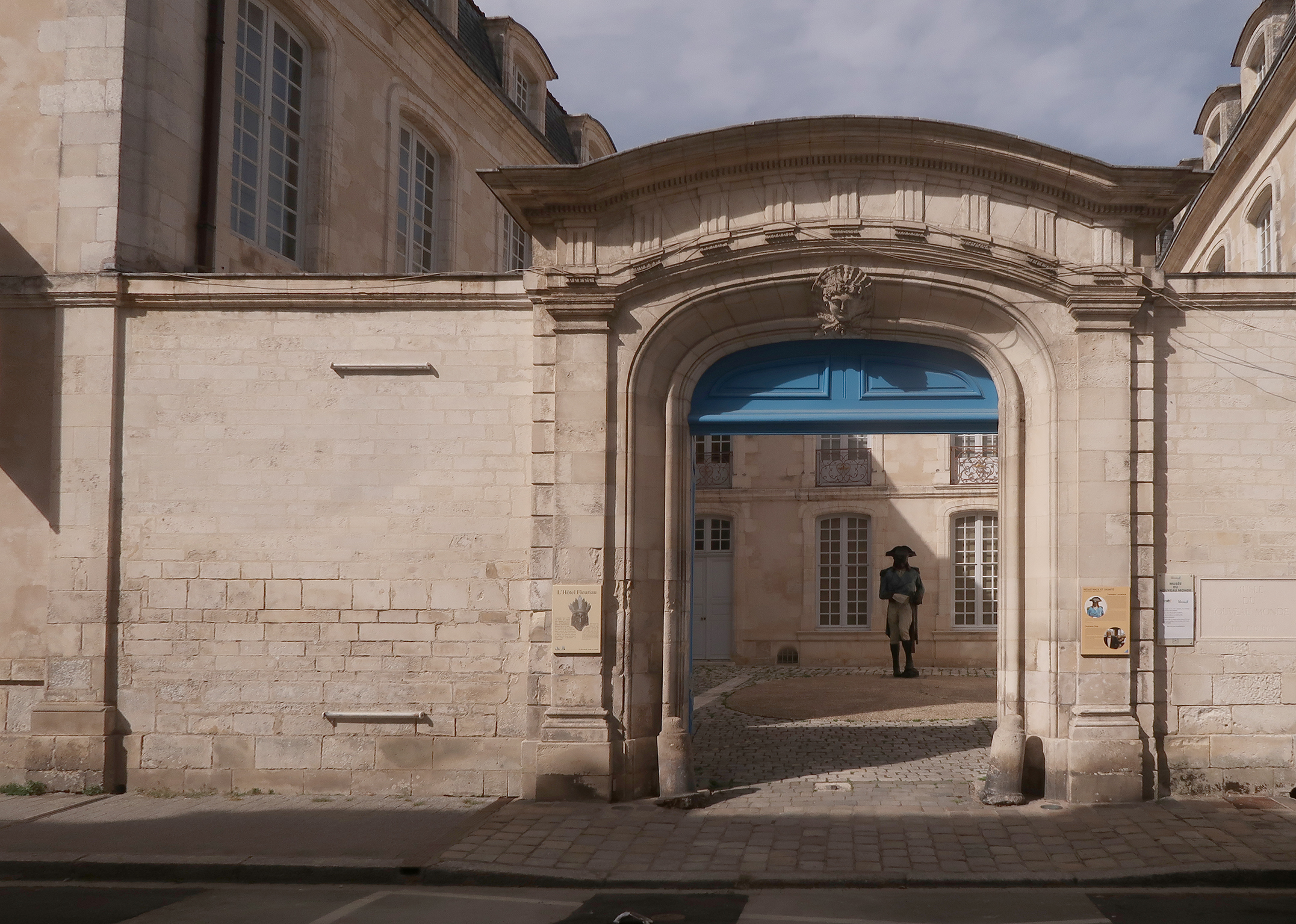
Statue en bronze de Toussaint Louverture à La Rochelle dans la cour du musée du Nouveau Monde.

Buste en bronze de Toussaint Louverture à Bordeaux.

Plusieurs villes de France métropolitaine ont donné le nom de Toussaint Louverture à une rue, une avenue, une place… : Blainville-sur-Orne, Bobigny, Clermont-Ferrand, Lorient, Montpellier, Niort, Notre-Dame-d'Oé, Palaiseau, Paris (11e arrondissement), Poitiers, Saint-Brieuc et Saint-Denis :
- une première rue Toussaint-Louverture est nommée dès 1937 à Pontarlier[49] ;
- à Bordeaux, un buste de Toussaint Louverture offert par Haïti a été inauguré en juin 2005 sur la rive droite opposée au quartier des Chartrons, haut lieu de la traite négrière de la ville[59] ; le lieu est renommé en 2019 square Toussaint-Louverture[54] ;
- à La Rochelle, en 2015, une statue de 2,80 mètres de haut, réalisée par l’architecte sénégalais Ousmane Sow, a été inaugurée devant le musée du Nouveau Monde[60];
- à Nantes, depuis le 15 avril 2008, une plaque commémorative et un square dans le centre-ville honorent la mémoire de Toussaint Louverture ;
- deux lycées professionnels de Pontarlier fusionnent et prennent le nom de Lycée Toussaint-Louverture en 1972[61],[49] ;
- une voie d’escalade située en Corse dans la région du Niolu, a été baptisée « Monsieur Toussaint Louverture » ;
- la rue Toussaint-Louverture à Saint-Denis (Seine-Saint-Denis) ;
- le square Toussaint-Louverture à Stains (Seine-Saint-Denis) en 2016[62] ;
- le jardin Toussaint-Louverture dans le 20e arrondissement de Paris en 2021.

Des écoles Toussaint-Louverture se trouvent à Clichy (Hauts-de-Seine) et Saint-Laurent-du-Maroni (Guyane). Une rame de tramway de la ville de Besançon porte son nom.

## Dans l'art et la culture

### Littérature
- Victor Hugo publie Bug-Jargal en 1826, son premier roman de jeunesse.
- Alphonse de Lamartine publie en 1850 un poème dramatique en cinq actes,Toussaint Louverture (lire sur Gallica), qui fut créé le 6 avril 1850, au Théâtre de la Porte-Saint-Martin.
- Alexandre Dumas, dans son roman Les Mohicans de Paris (1854-1855), met en scène, à Paris, sous la Restauration, des sociétés secrètes dont un membre a pris le pseudonyme de « Toussaint-Louverture ».
- Aimé Césaire fait référence à Toussaint Louverture dans le Cahier d'un retour au pays natal.
- Madison Smartt Bell intègre Toussaint Louverture et certains de ses contemporains dans sa grande trilogie romanesque et historique Le Soulèvement des âmes (1995), Le Maître des carrefours (2000) et La Pierre du bâtisseur (2004).
- Toussaint Louverture est présent dans le roman Alma de Timothée de Fombelle.

### Bande dessinée
- Jean-Pierre Pécau, Fred Duval, Fred Blanchard et Dim. D, Les Fantômes d’Hispaniola, série Jour J, 2018.

### Filmographie

#### Cinéma
- 1952 : Lydia Bailey réalisé par Jean Negulesco.
- 2022 : Black Panther: Wakanda Forever réalisé par Ryan Coogler. Le personnage de Toussaint est une allusion à Toussaint Louverture [64],[65].

#### Documentaires
- 2009 :
  - Toussaint Louverture, le libérateur d'Haïti, un film documentaire américain de 2009 réalisé par Noland Walkerq.
  - Toussaint Louverture et l'abolition de l'esclavage, un film documentaire de Laurent Lutaud et Georges Nivoix, collection Mémoires et Histoire, SCÉRÉN, France - CRDP de Franche-Comté, DVD vidéo.
- 2005 : Toussaint Louverture, Haïti et la France, un film documentaire de Georges Nivoix et Laurent Lutaud.
- 2021 : Toussaint Louverture, la liberté à tout prix, documentaire-fiction diffusé sur France 3 dans Secrets d'Histoire[66].

#### Fiction
- 2012 :Toussaint Louverture, un téléfilm en deux épisodes de Philippe Niang.

### Musique et spectacle
- Le groupe de latin-rock Santana a intitulé une chanson à son nom, sur l'album Santana III (1971).
- Le groupe de rock expérimental Swans dédie Bring the Sun / Toussaint L'Ouverture, un morceau de 34:05 minutes sur l'album To Be Kind (2014).
- L'historien suisse Hans Fässler lui rend hommage avec son programme de cabaret "Toussaint meurt en 1803"[67]
- Le duo franco-américain Sorg & Napoleon Maddox lui consacre son deuxième album Louverture (2022)[68].

### Autre
- Le magazine socialiste américain Jacobin en a fait son logo, en hommage au livre The Black Jacobins (en)[69].

## Galerie d'images

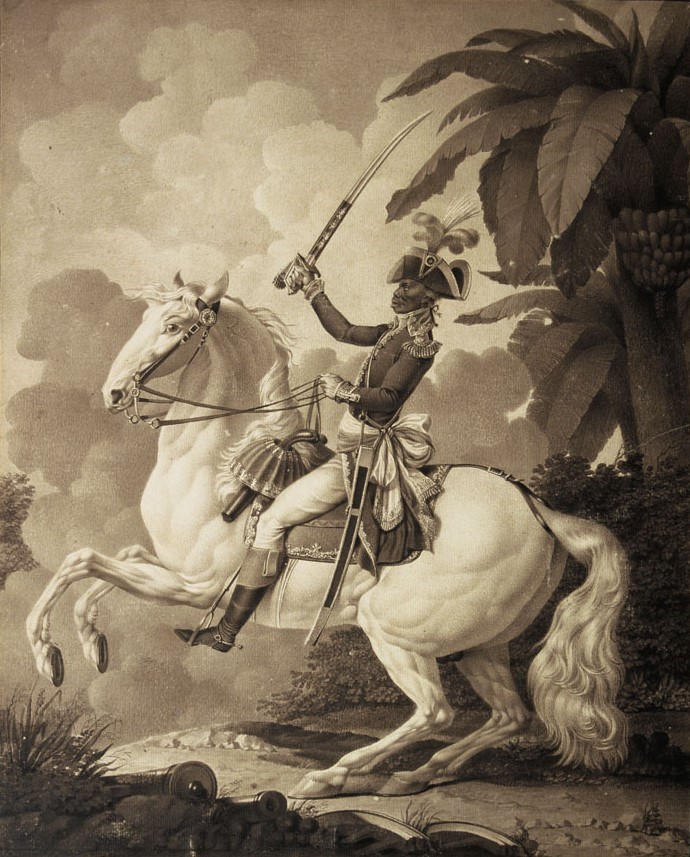
Portrait équestre de Toussaint Louverture sur son cheval Bel-Argent, par Denis Alexandre Volozan, vers 1800
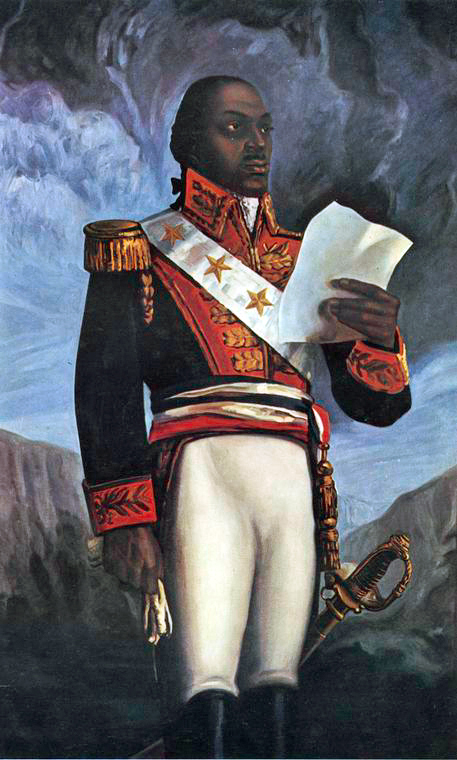
Toussaint Louverture (auteur inconnu).
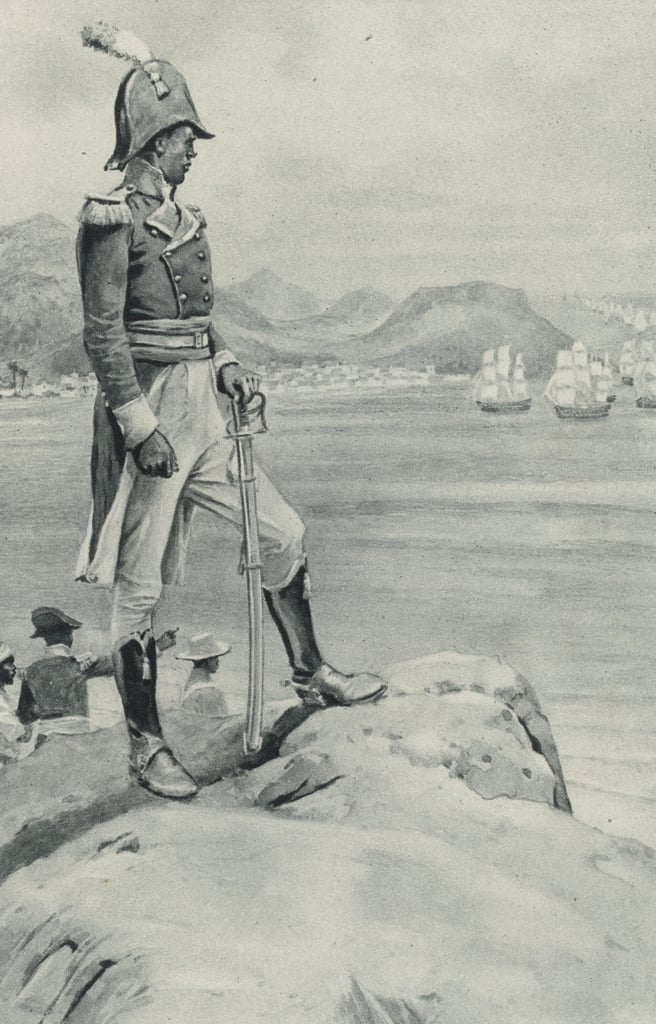
Toussaint Louverture regardant l'arrivée de la flotte envoyée par Bonaparte pour le détruire.
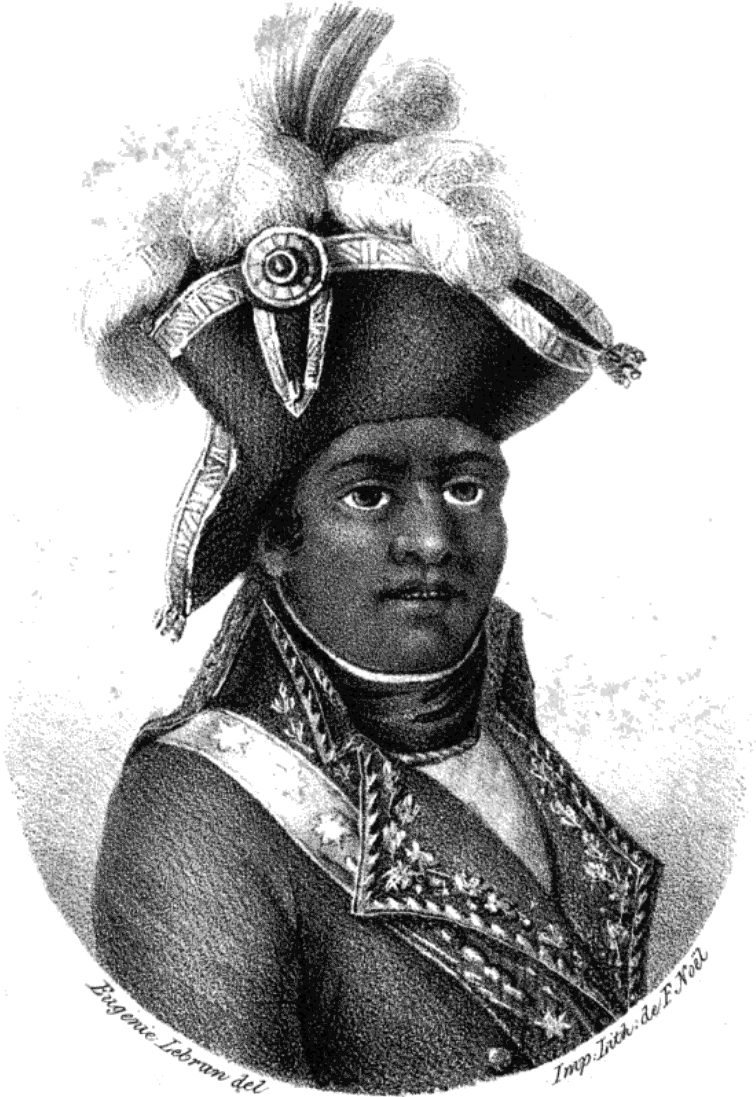
Toussaint Louverture, gravure réalisée en 1825 par Eugénie Tripier Le Franc (1797-1872).
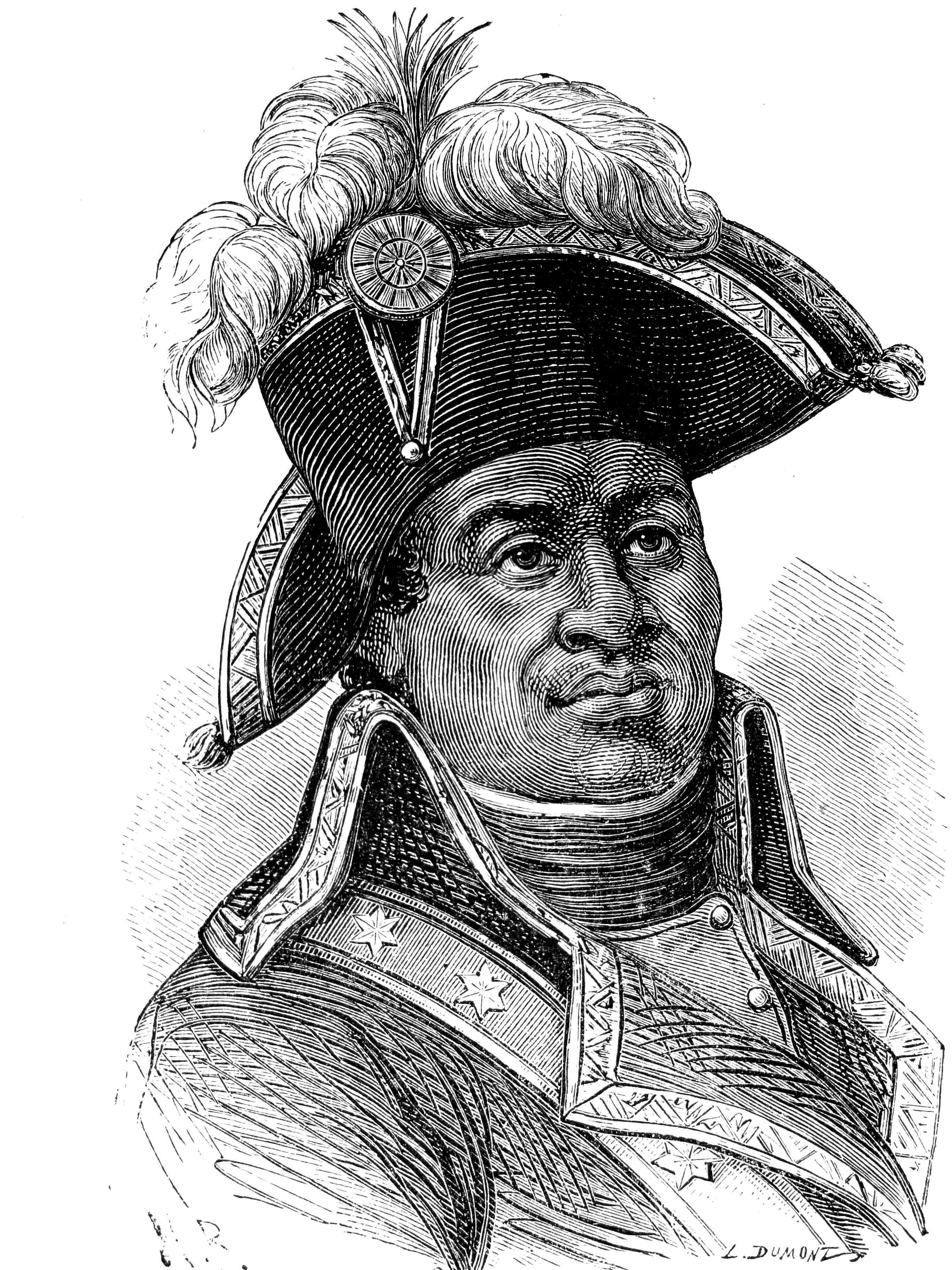
Toussaint Louverture, gravure par H. Rousseau (dessinateur) et L. Dumont (graveur).
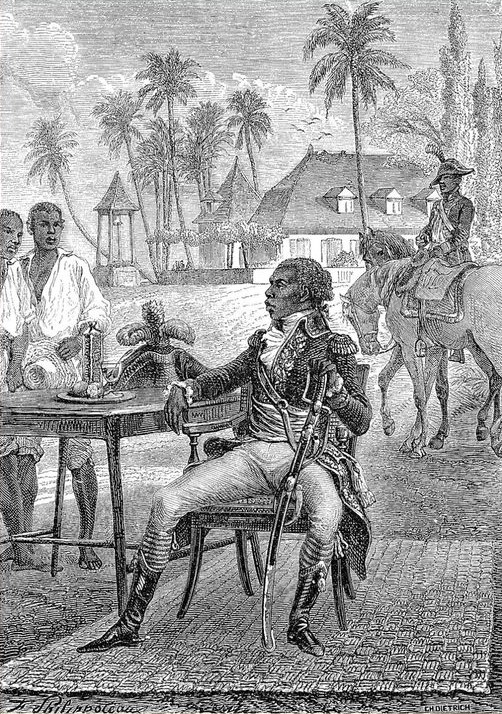
Toussaint Louverture - Paysage de Haïti (Grandes Antilles), dessiné par Félix Philippoteaux, gravé par Dietrich, 1870.
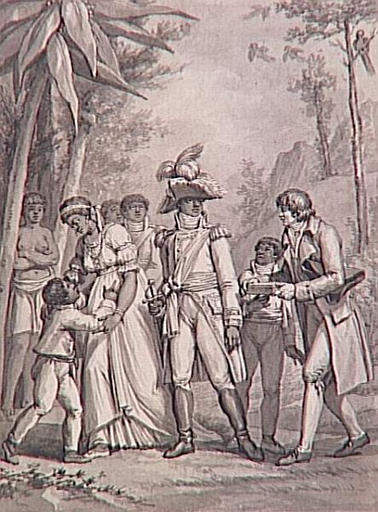
L'entrevue d'Ennery : Toussaint Louverture retrouve ses enfants et reçoit une lettre du Premier Consul Bonaparte.
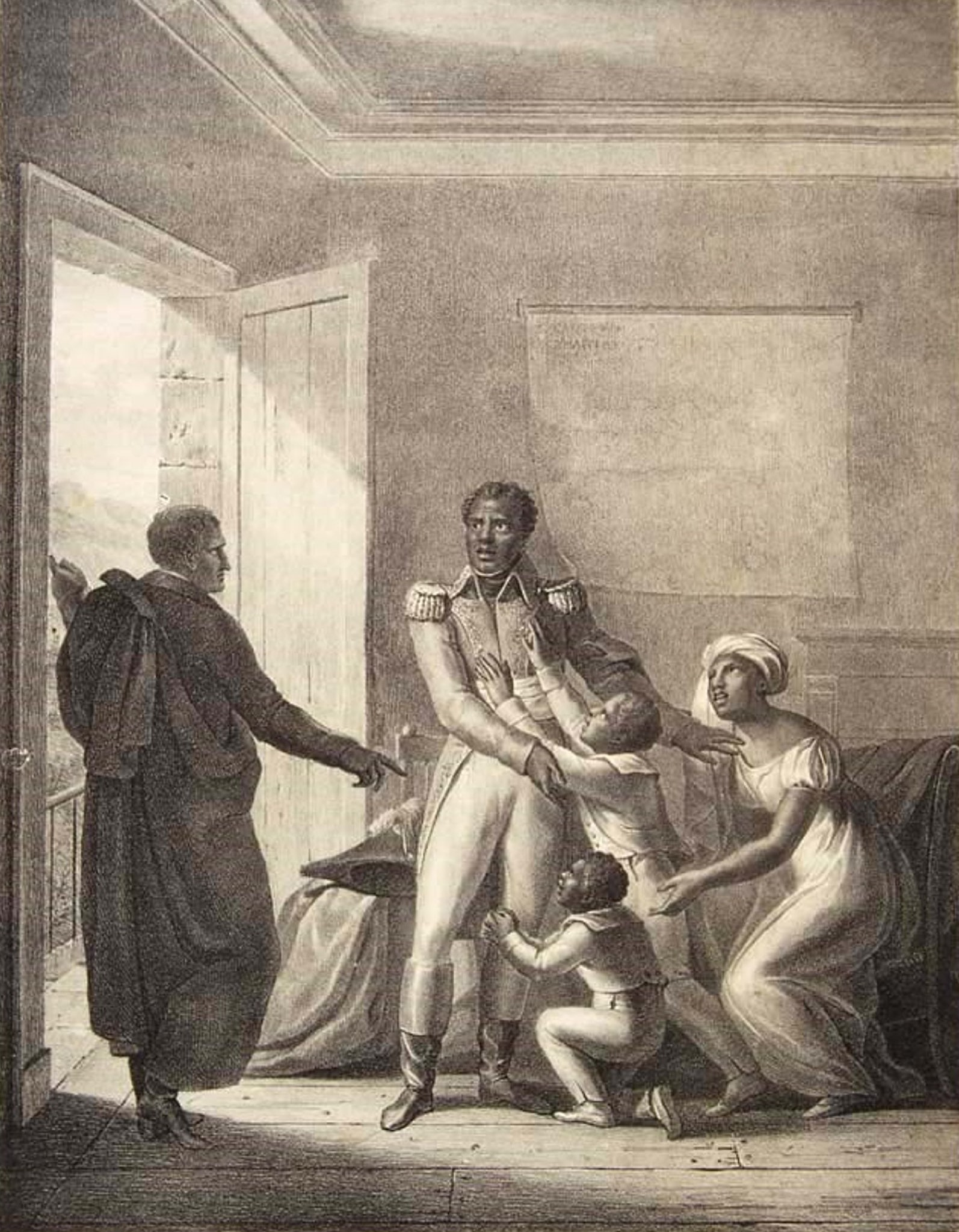
L'entrevue d'Ennery : le général Toussaint Louverture supplié par ses enfants et sa femme d'abandonner la cause des Noirs.
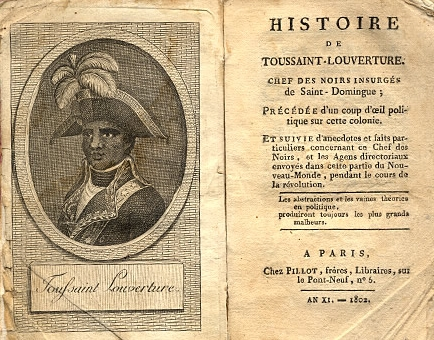
1802 : Toussaint Louverture par Charles-Yves Cousin d'Avallon, (1769-1840), (BNF 30282183).
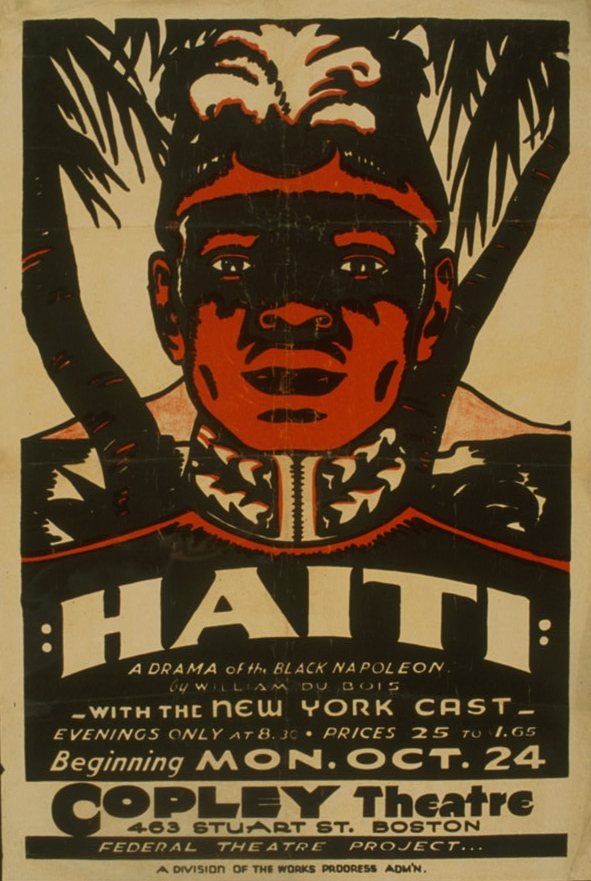
1938 : Haïti. Le drame du Napoléon noir par William Du Bois. Affiche pour la présentation de « Haïti » au Théâtre Copley, 463 Stuart Street, Boston, Massachusetts, montrant un portrait en buste de Toussaint Louverture.
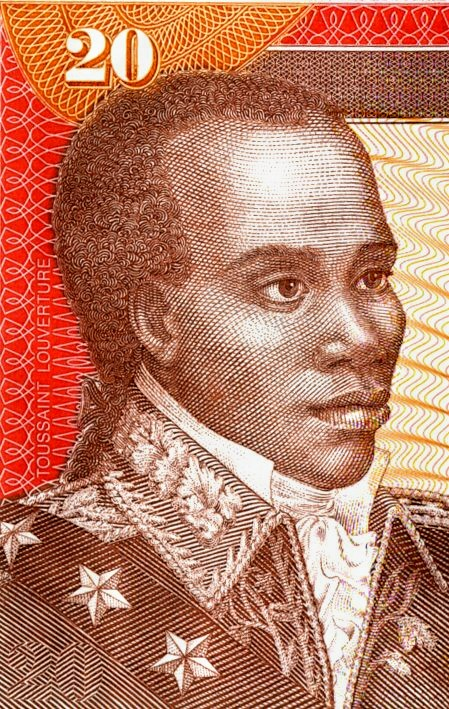
Portrait de Toussaint Louverture sur un billet de banque haïtien.
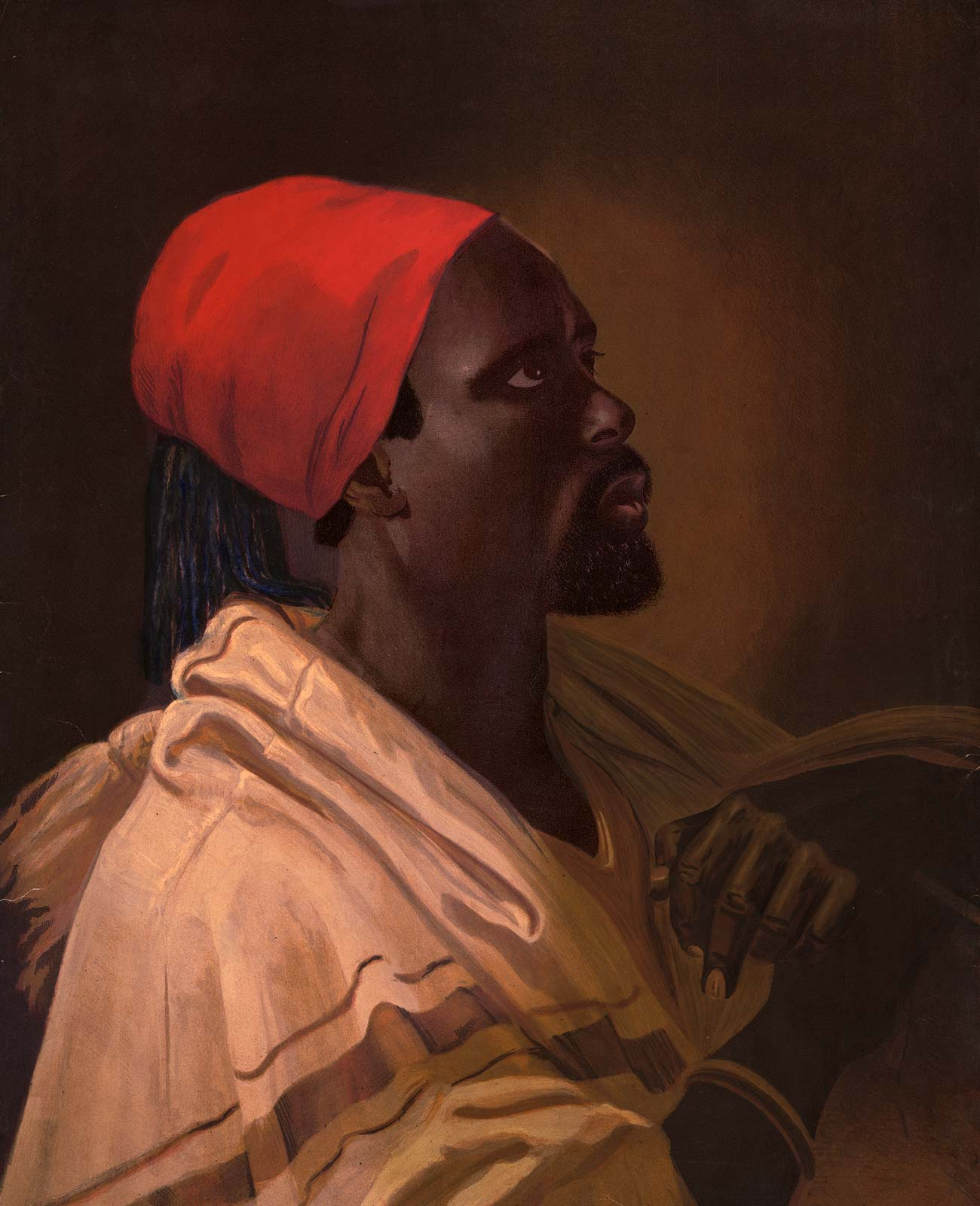
Toussaint L'Ouverture, par George DeBaptiste, 1870.

Selon une étude du chercheur haïtien Fritz Daguillard, seuls deux portraits d'époque semblent assez proches de leurs modèles. Le premier est l'aquarelle réalisée probablement d'après nature par Nicolas-Eustache Maurin, reproduit en gravure par François Delpech. L'original fut offert par Toussaint à Roume. Le second portrait a été réalisé par M. de Montfayon, ingénieur sous les ordres de Toussaint. Il a été désigné par Isaac Toussaint comme étant le seul portrait dans lequel il trouvait son père reconnaissable,. Enfin, un portrait dessiné par Pierre-Charles Baquoy a été retrouvé en 1989 à Port-au-Prince, authentifié et publié par l'historien français Jacques de Cauna dans Haïti, l'éternelle Révolution et reproduit dans Toussaint Louverture et l'indépendance d'Haïti et la réédition critique des Mémoires du général Toussaint Louverture (couverture) par le même auteur.

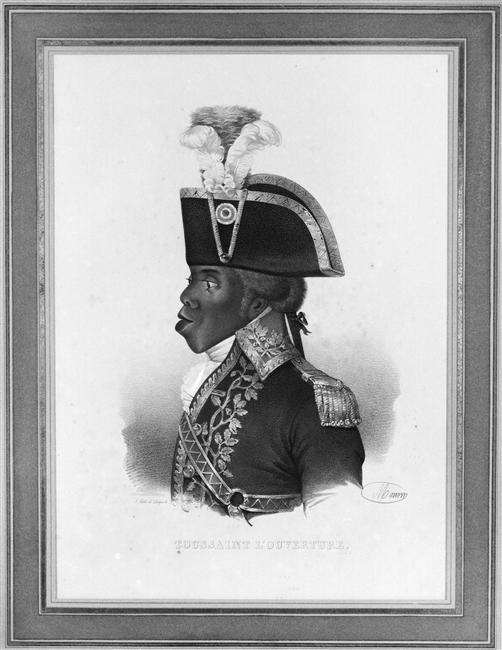
Toussaint Louverture, homme politique haïtien (1743-1803) ; portrait de Nicolas-Eustache Maurin, gravé par François Delpech[73].
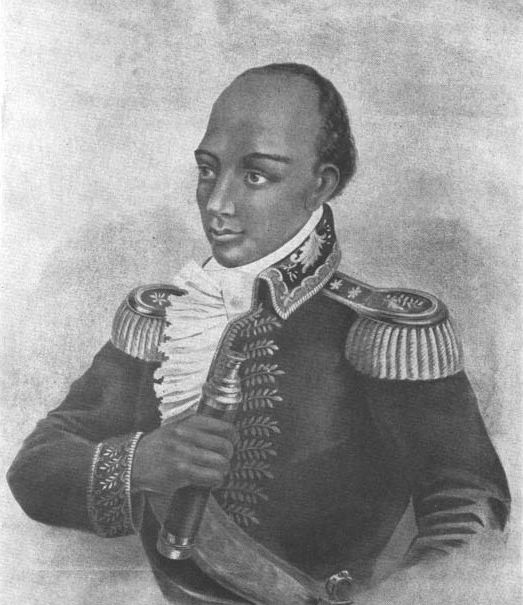
Portrait réalisé par M. de Montfayon.
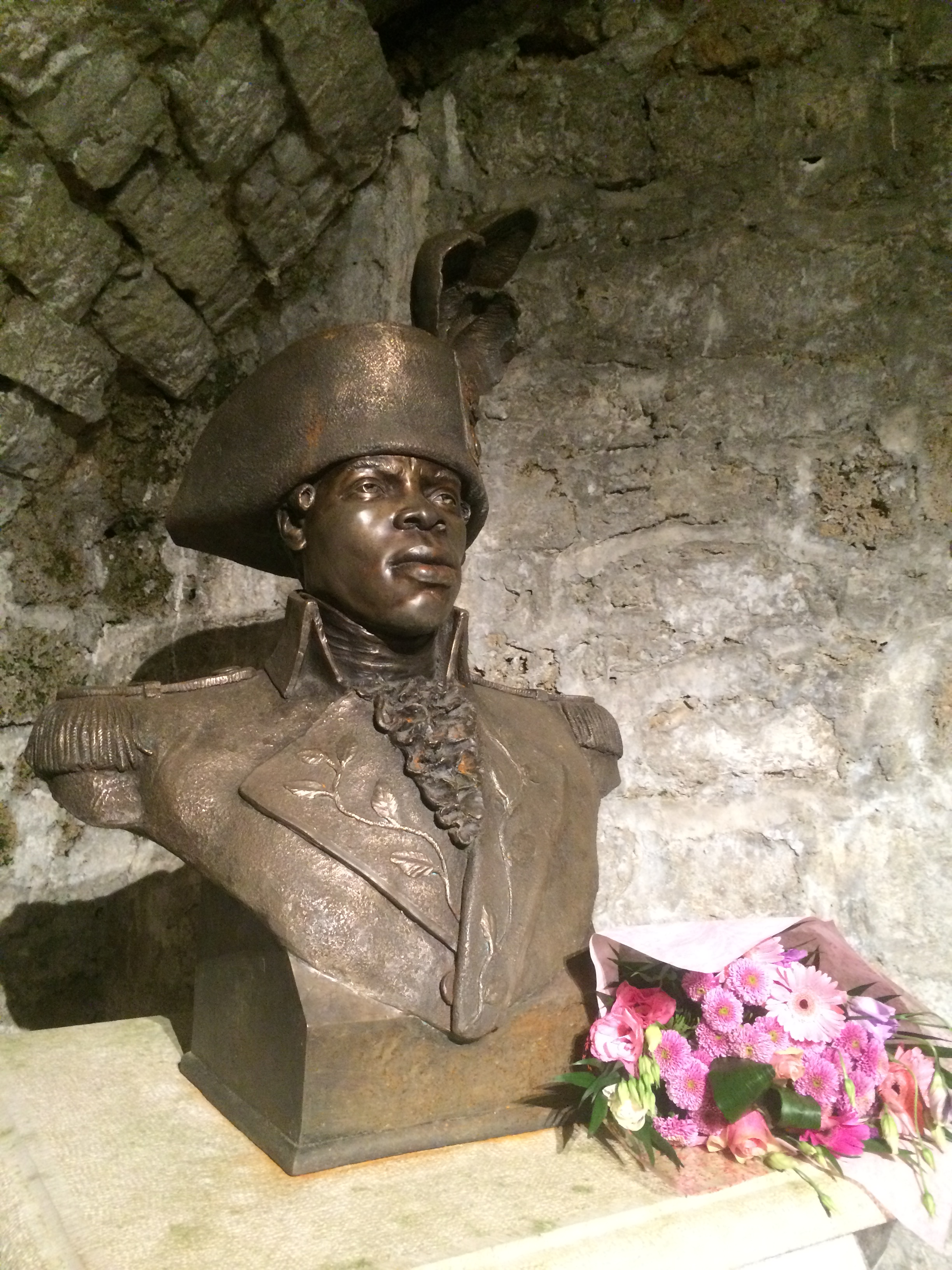
Buste de Toussaint Louverture au fort de Joux, offert par Haïti à l'occasion du bicentenaire de sa mort.

Une autre représentation de Toussaint a été réalisée par John Barlow en 1805 d’après un dessin de Marcus Rainsford. On peut voir qu’il porte des habits militaires mais différents que ceux de ses représentations habituelles, notamment avec le chapeau. En effet, Grégory Pierrot souligne que l'uniforme semble plus britannique que français et que cela se rapproche plus un officier du régiment noir des Caraïbes des troupes britanniques durant 1790. Or, Grégory souligne que cela est quasiment impossible puisque le régiment étais exclusivement composé d'hommes blancs.

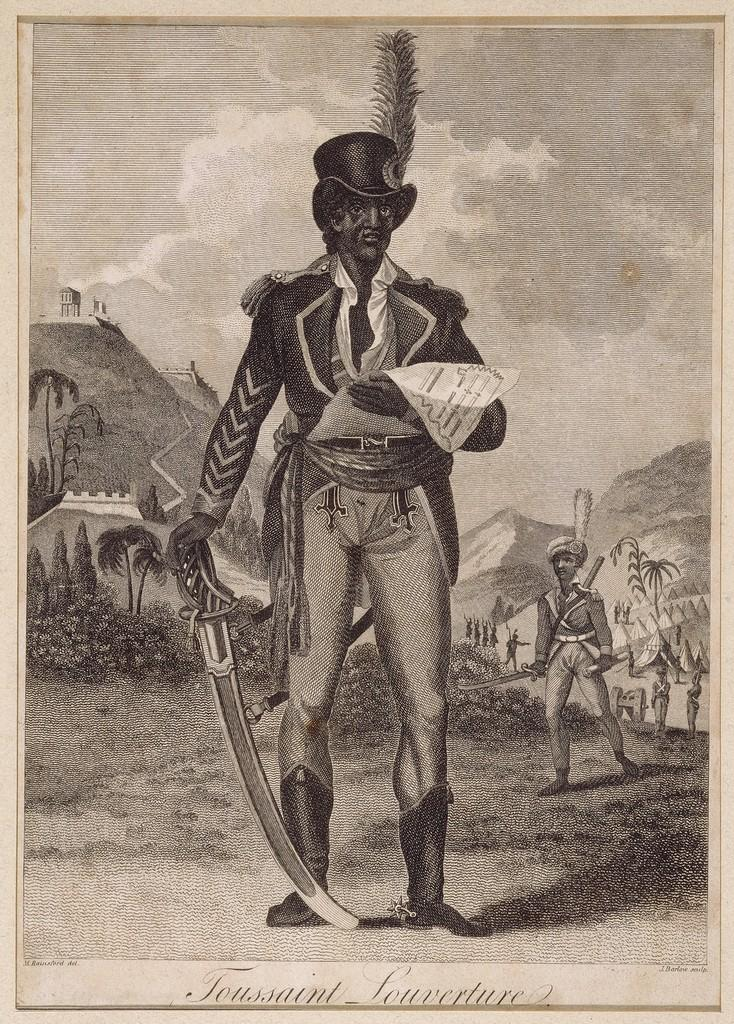
John Barlow, Toussaint L’Ouverture, 1805, gravure

## Œuvres
- Toussaint Louverture, Mémoires du général Toussaint Louverture, écrits par lui-même, par Toussaint Louverture, Joseph Saint-Rémy, 1853 (texte en ligne).
- Toussaint Louverture, Mémoires du général Toussaint Louverture, écrits par lui-même, réédition critique comprenant l'édition originale de 1853 suivie de l'intégralité de la retranscription du manuscrit original de la main de Toussaint Louverture, préface et notes de Jacques de Cauna, Éditions La Girandole, 2009, 222 p.

#### Biographies
- (en) Toussaint L'Ouverture : a biography and autobiography. par John Relly Beard, 1863.
- (en) The Louverture Project : Toussaint Louverture.
- Madison Smartt Bell, Toussaint Louverture, [« Toussaint Louverture: A Biography », 2007], trad. de Pierre Girard, Arles, France, Actes Sud, 2007, 384 p.  (ISBN 978-2742771561)

#### Autres ouvrages
- Nouvelle arrivée par un courier extraordinaire. Arrestation et renvoi en France de Toussaint-Louverture et de toute sa famille (1802)
- Histoire des relations internationales de Toussaint Louverture, avec des documents inédits (1945)
- Henri Castonnet Des Fosses, La perte d’une colonie : La révolution de Saint-Domingue, Paris, A. Faivre, 1893, 380 p. (lire en ligne).
- Jacques de Cauna, Haïti, l'éternelle Révolution, Port-au-Prince, Ed. Deschamps, 1989-1997, et réédition Pau, PRNG Pyrémonde, 2009.
- Jacques de Cauna, Toussaint Louverture et l’indépendance d’Haïti, SFHOM et Karthala, 2004.
- Jacques de Cauna, Mémoires du général Toussaint Louverture, commentés par Saint-Rémy, Guitalens l'Albarède, La Girandole, 2009.
- Jacques de Cauna, Toussaint Louverture. Le Grand Précurseur, Bordeaux, Ed. Sud-Ouest, 2012.
- Aimé Césaire, Toussaint Louverture ; La Révolution française et le problème colonial (essai), Club Français du Livre, Paris, 1960 (réédité par Présence Africaine en 1962 et 1981) lire en ligne.
- Jean-Louis Donnadieu, Toussaint Louverture : Le Napoléon Noir, Belin, 2014 (présentation en ligne).
- Laurent Dubois, Les Vengeurs du Nouveau Monde — Histoire de la Révolution haïtienne, trad. de l'anglais (États-Unis) par Thomas Van Ruymbeke, les Perséides, 2006.
- Alain Foix, Toussaint Louverture, Gallimard, coll. « Folio Biographies », 2007.
- Alain Foix, Noir, de Toussaint Louverture à Barack Obama, Galaade, 2008.
- C. L. R. James, Les Jacobins noirs — Toussaint Louverture et la révolution de Saint-Domingue, 1938. Traduction française, Paris, Éditions Caribéennes, 1983.
- Alphonse de Lamartine, Toussaint Louverture, poème dramatique en cinq actes et en vers, 1850, texte reproduit dans les Œuvres poétiques de Lamartine à la « Bibliothèque de la Pléiade », Gallimard, 1963.
- Jean Métellus, Toussaint Louverture, pièce de théâtre, Hatier, 2003.
- Jean Métellus, Toussaint Louverture, le précurseur, roman, le Temps des cerises, 2004.
- Colonel Nemours, Histoire de la captivité et de la mort de Toussaint Louverture : notre pèlerinage au Fort de Joux, Paris, Berger-Levrault, 1929, 320 p. (lire en ligne).
- Pierre Pluchon, Toussaint Louverture, Fayard, Paris, 1989.
- Jean-Jacques Salgon. Ma vie à Saint-Domingue, Verdier, 2011.
- Victor Schœlcher, Vie de Toussaint Louverture, Karthala, coll. « Relire », 1982.
- Richard de Tussac, Cri des colons contre un ouvrage de M. l’évêque et sénateur Grégoire, ayant pour titre « De la Littérature des nègres », 1810.
- Alain Yacou, Saint-Domingue espagnol et la révolution nègre d’Haïti, 1790-1822 : commémoration du bicentenaire de la naissance de l’État d’Haïti, 1804-2004, Paris/Pointe-à-Pitre/CERC, Karthala, 2007, 683 p. (ISBN 978-2-84586-852-6, lire en ligne).
- Tugdual de Langlais, Marie-Étienne Peltier, Capitaine corsaire de la République, Éd. Coiffard, 2017, 240 p.  (ISBN 9782919339471)
- Sudhir Hazareesingh, Toussaint Louverture, Flammarion, 2020.
- Salim Lamrani, "Toussaint Louverture, au nom de la dignité. Regard sur la trajectoire du précurseur de l’indépendance d’Haïti", Etudes caribéennes n°48, avril 2021, lire en ligne.